# Gòtic italià

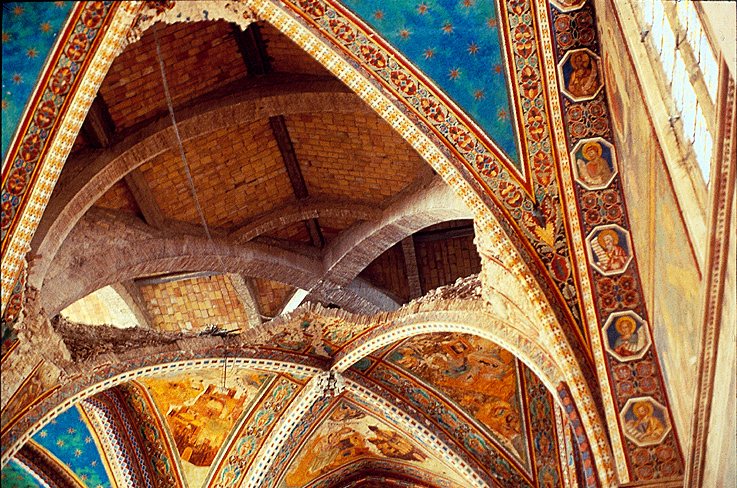
Volta dels Doctors de l'Església a la basílica d'Assís, tal com va quedar afectada pel terratrèmol de 1997, que va deixar a la vista l'estructura de la coberta. Els fresos, de l'anomenat "Mestre de les escenes d'Isaac", van ser atribuïdes a Cimabue per part de Vasari, fet que és poc probable, proposant-se en l'actualitat que poden ser obra del jove Giotto o altres pintors.

Gòtic italià és la denominació historiogràfica de la divisió local de l'art gòtic centrada espacialment en el territori de l'actual Itàlia, que en l'època (segles xiii i xiv) no tenia unitat política. S'utilitzen àmpliament les denominacions Duocento (anys mil dos-cents) i Trecento (anys mil tres-cents) per a cada un d'aquests segles.

## Pintura

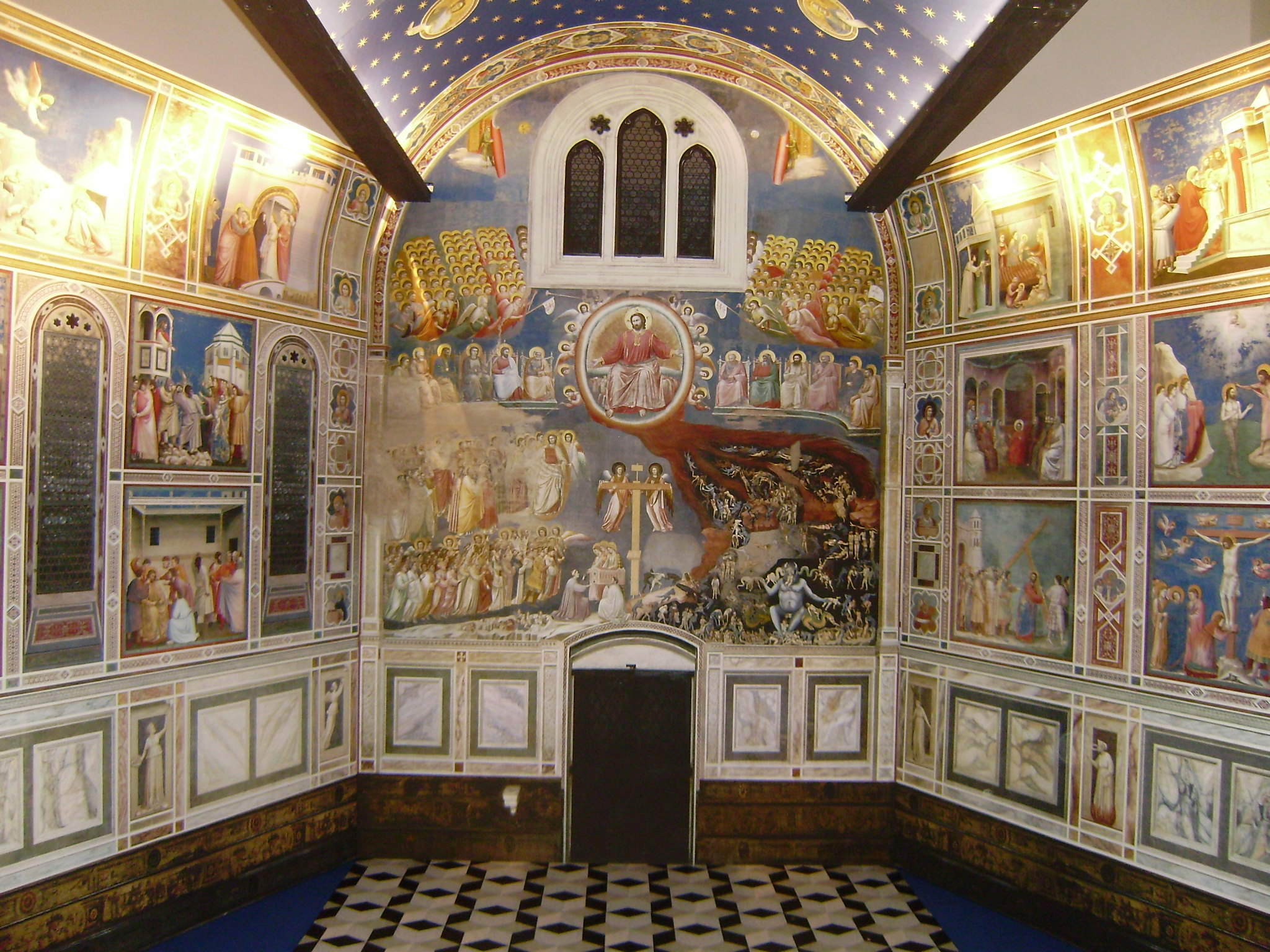
Capella dels Scrovegni, de Giotto, 1305.

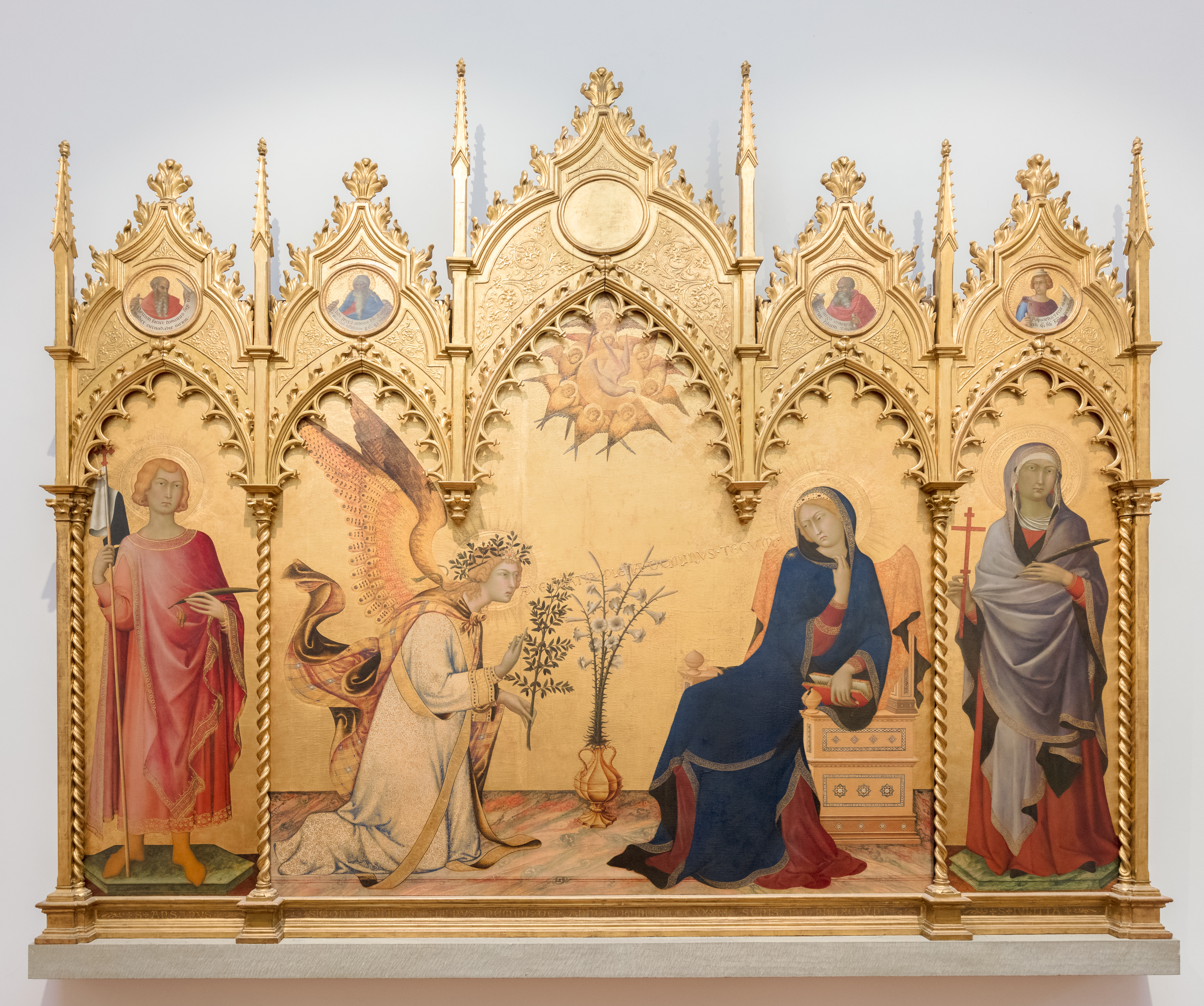
Anunciació entre els sants Ansano i Margarida, de Simone Martini, 1333.

La pintura gòtica italiana va mantenir una gran influència de la pintura romana d'Orient, però amb una llibertat forma molt més gran. Es van desenvolupar estils locals (escoles de pintura italiana, especialment a la Toscana -escola de Lucca, escola de Siena, escola de Florència-, escola romana) i també es van mantenir contactes amb altres zones de l'Europa occidental; fins i tot, una fase de l'estil s'anomena Gòtic internacional.
Entre els mestres italians de més renom de l'època hi trobem a Giotto (i la seva escola giottesca), Simone Martini, Cimabue, Duccio di Buoninsegna o Pietro Cavallini.
La pintura del Quattrocento va significar a Itàlia el desenvolupament del Renaixement amb la innovació decisiva de la perspectiva lineal (experiment de Brunelleschi a Florència -1416, divulgat per Leon Battista Alberti a Della pittura, 1436-, Trinitat, de Masaccio -1426-); tot i que molts pintors de l'època, com Gentile da Fabriano, Lorenzo Monaco o Fra Angelico, va seguir mantenint les convencions gòtiques en major o menor grau.

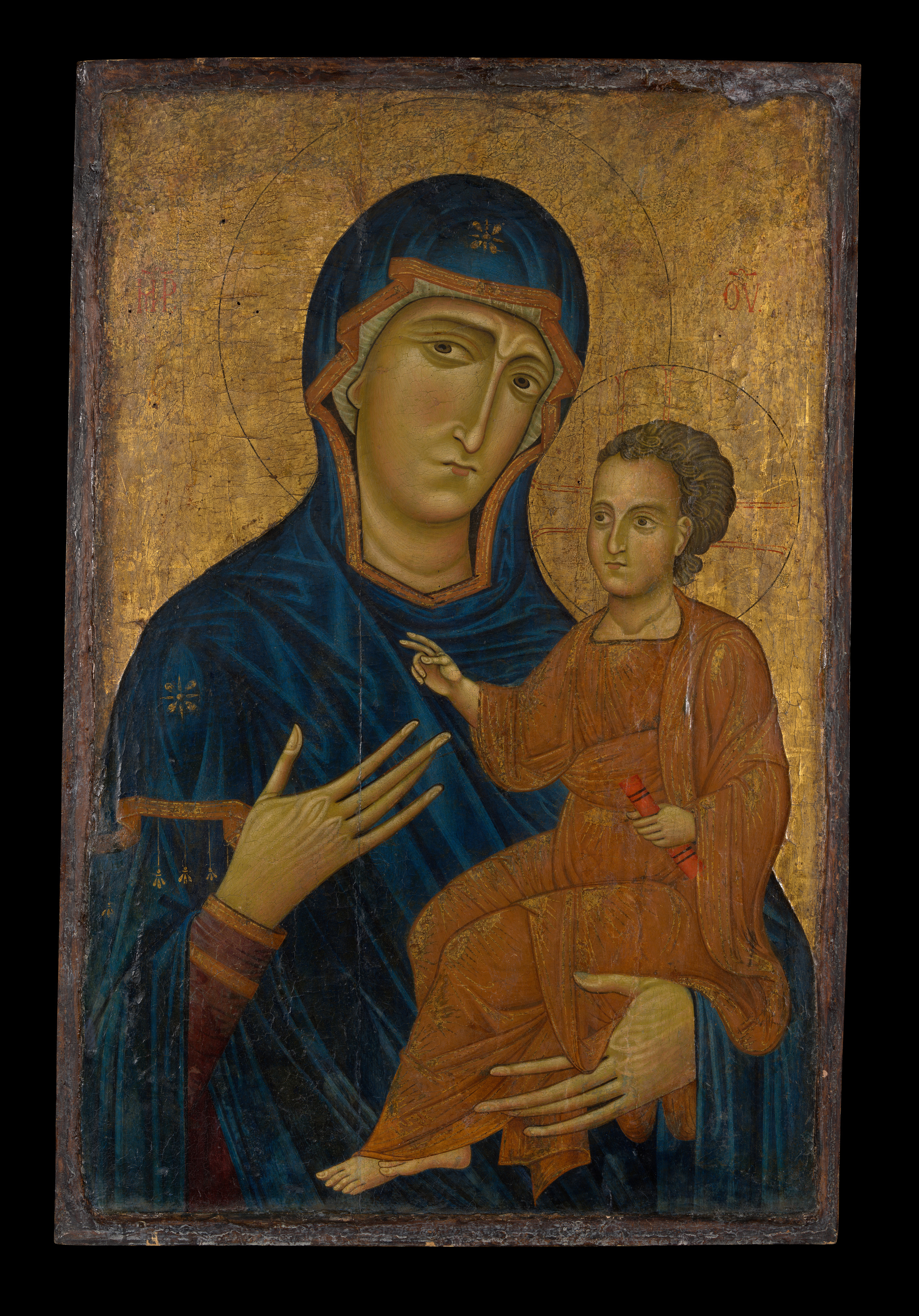
Madonna col Bambino, de Berlinghiero Berlinghieri, ca. 1230-1235,
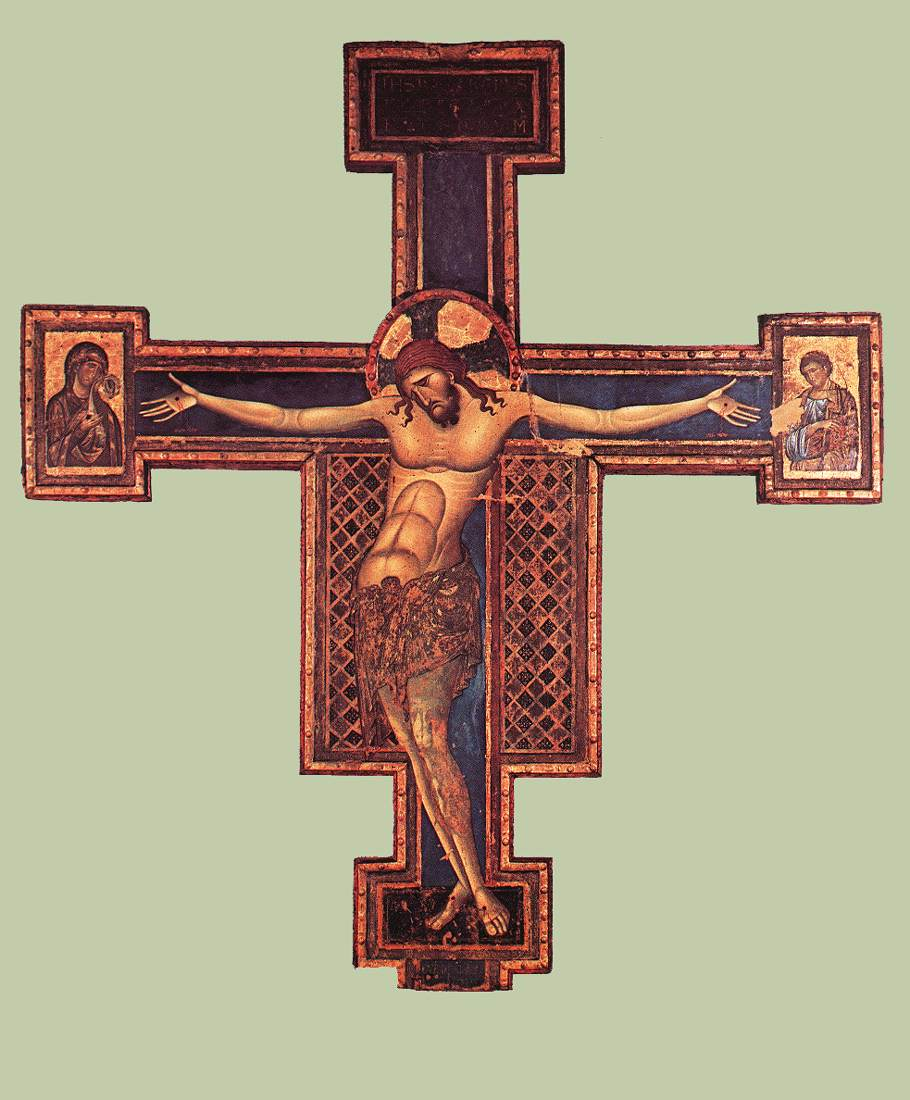
Crucifix de la basílica de Santo Domingo,[5] de Giunta Pisano, ca. 1250.
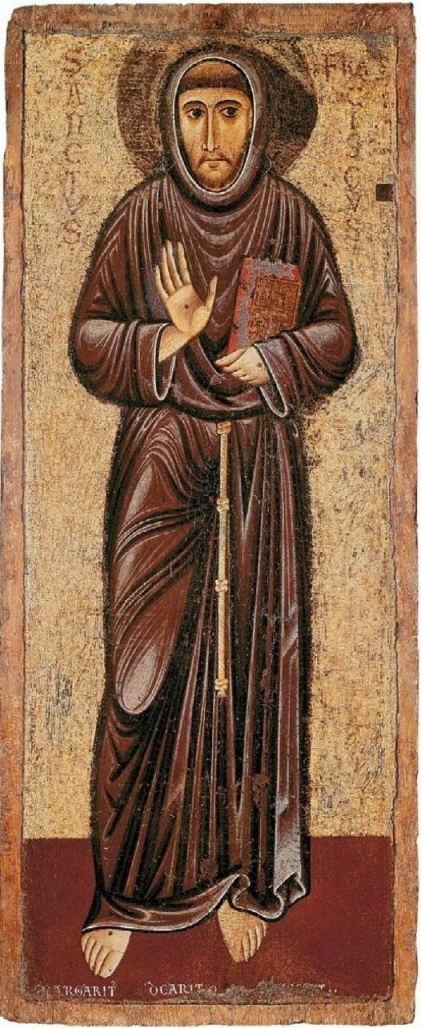
San Francesc, de Margaritone d'Arezzo, segunda mitad del siglo XIII.
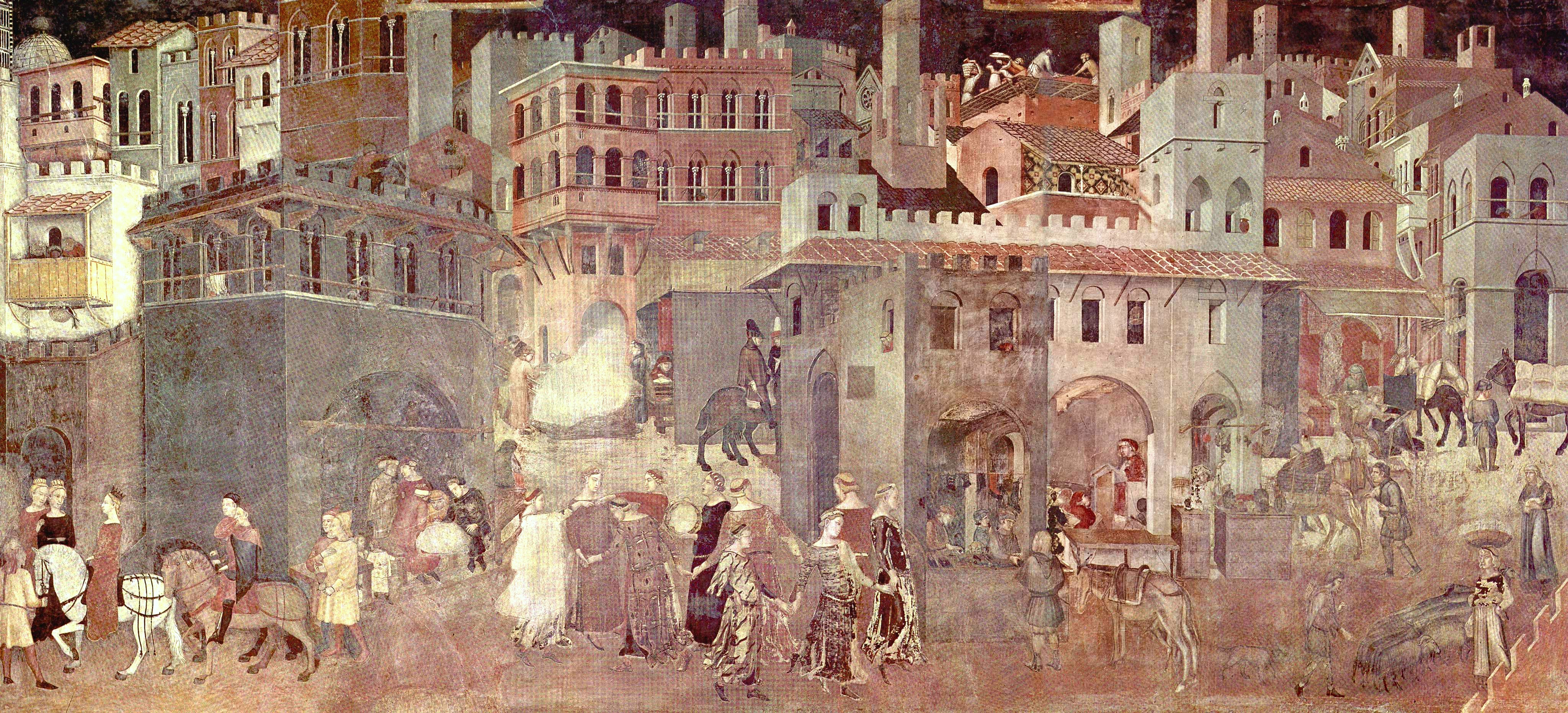
Detall de l'Alegoría y efectos del buen y el mal gobierno,[6] de Ambrogio Lorenzetti, 1338-1339.
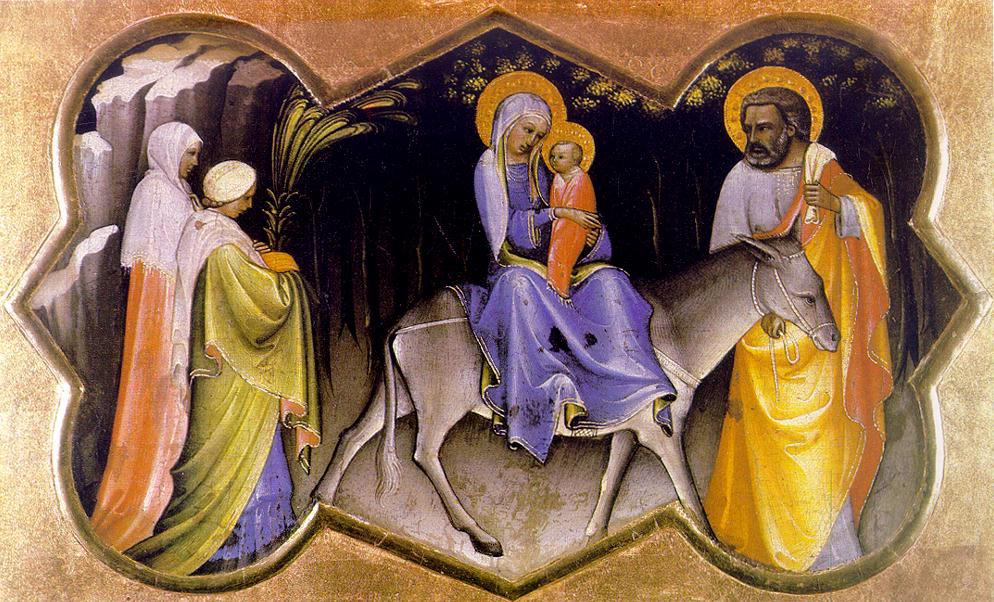
Huida a Egipto, de Lorenzo Monaco, 1405.
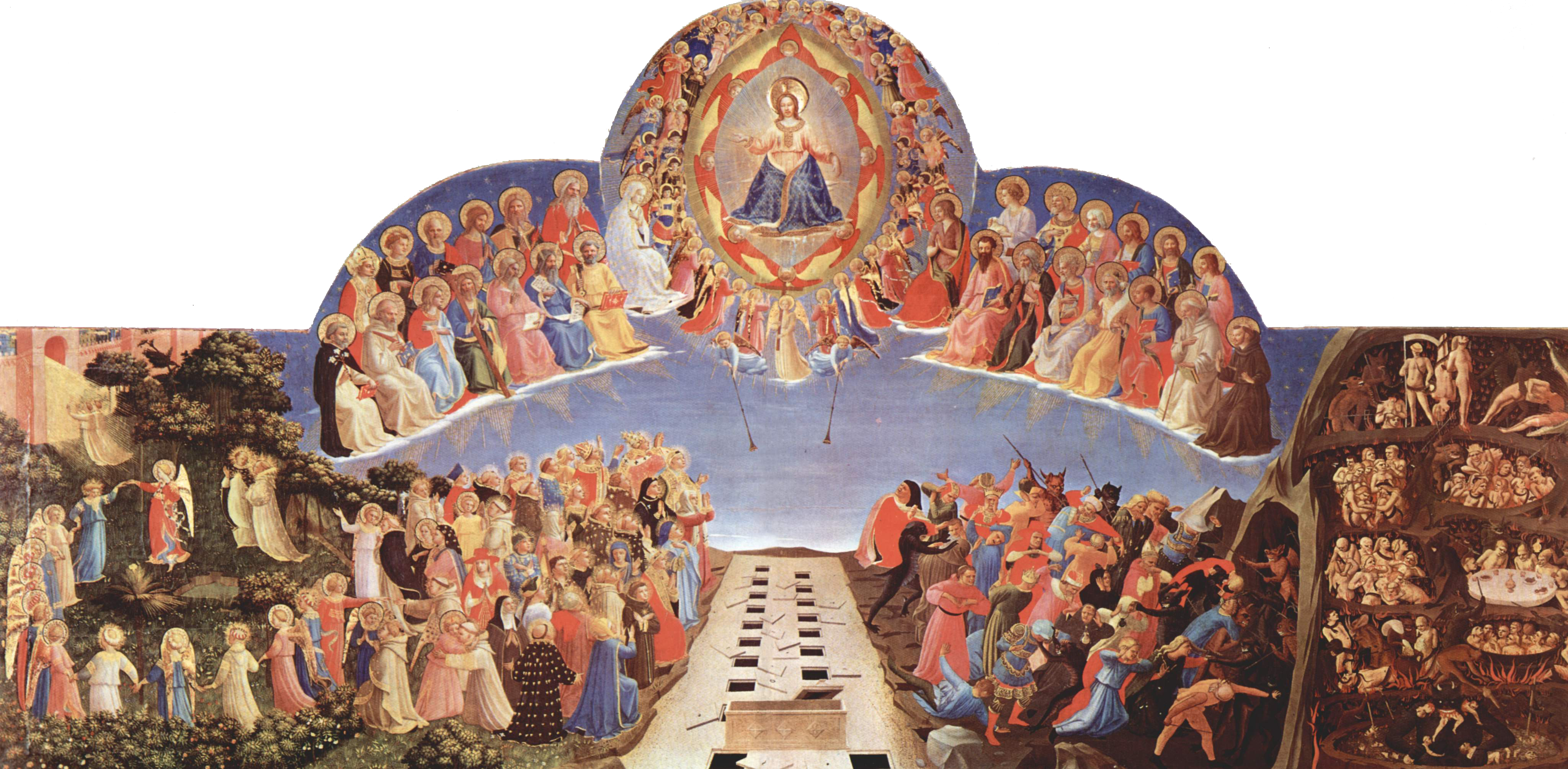
Judici Universal,[7] de Fra Angelico, ca. 1431.

### Mosaic

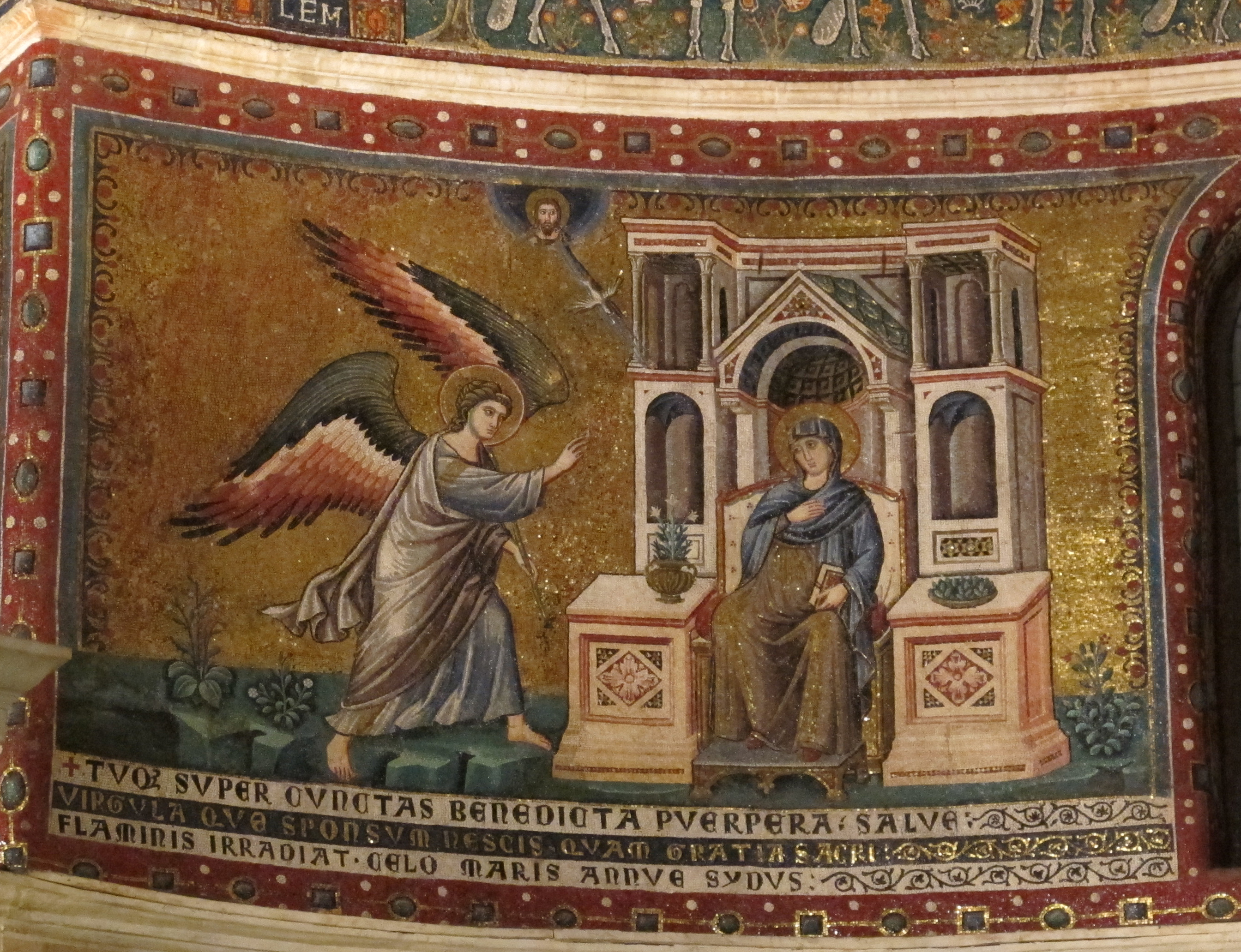
Anunciació de Santa Maria in Trastevere, Pietro Cavallini.
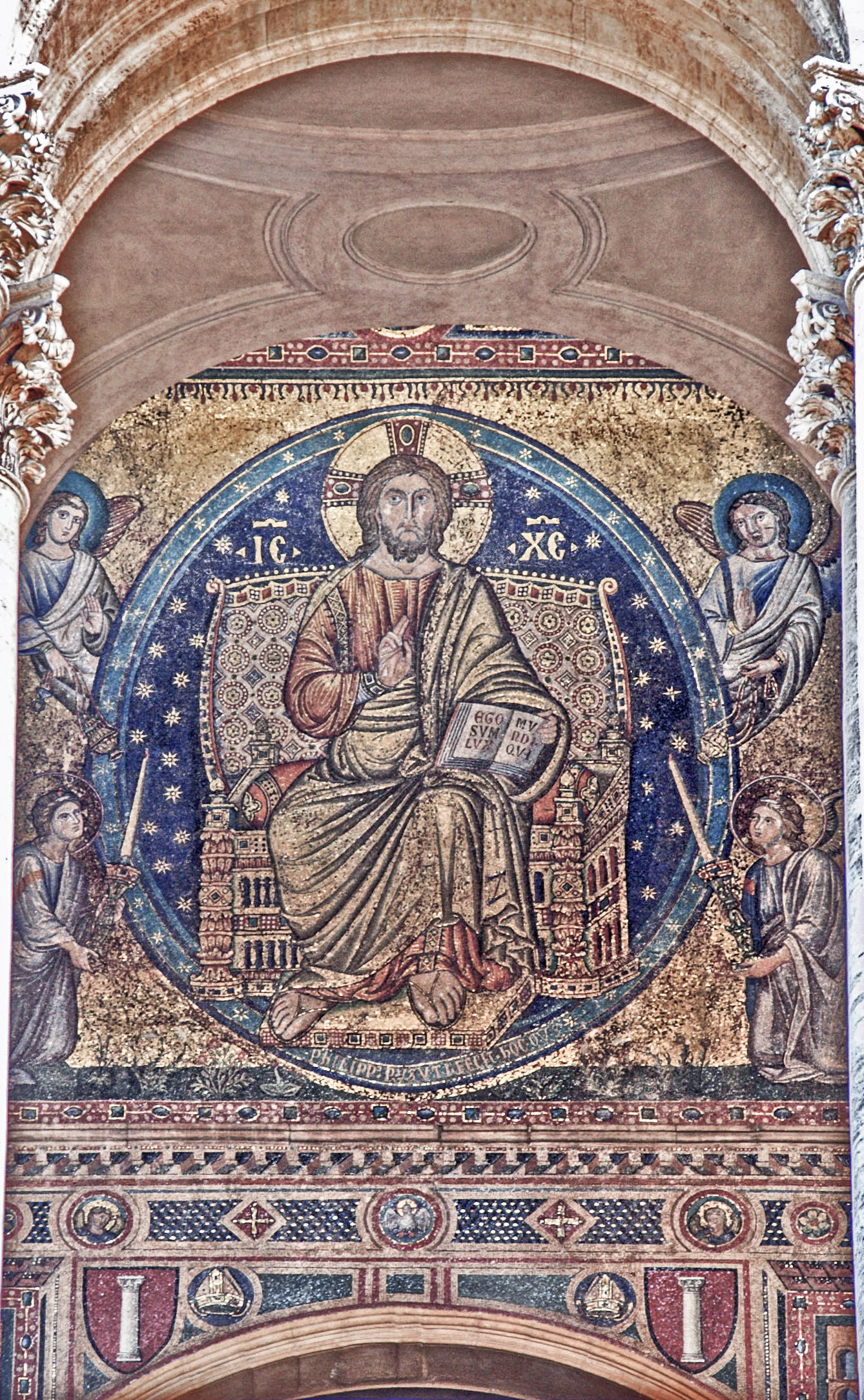
Crist en glòria de la basílica de Santa Maria Maggiore, Filippo Rusuti.
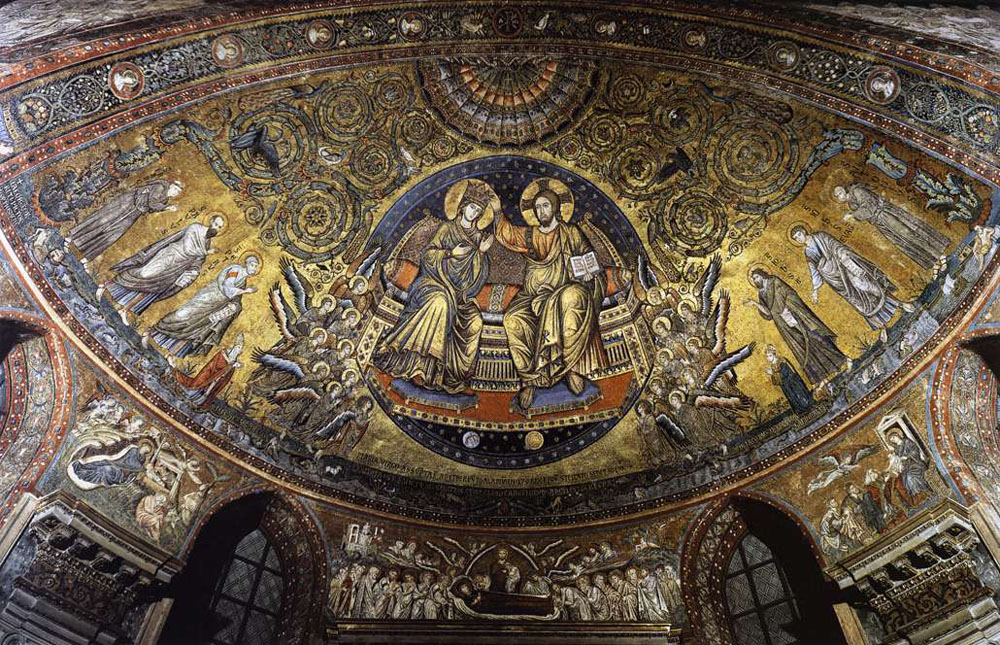
Coronació de la Verge a Santa Maria Maggiore, Jacopo Torriti.
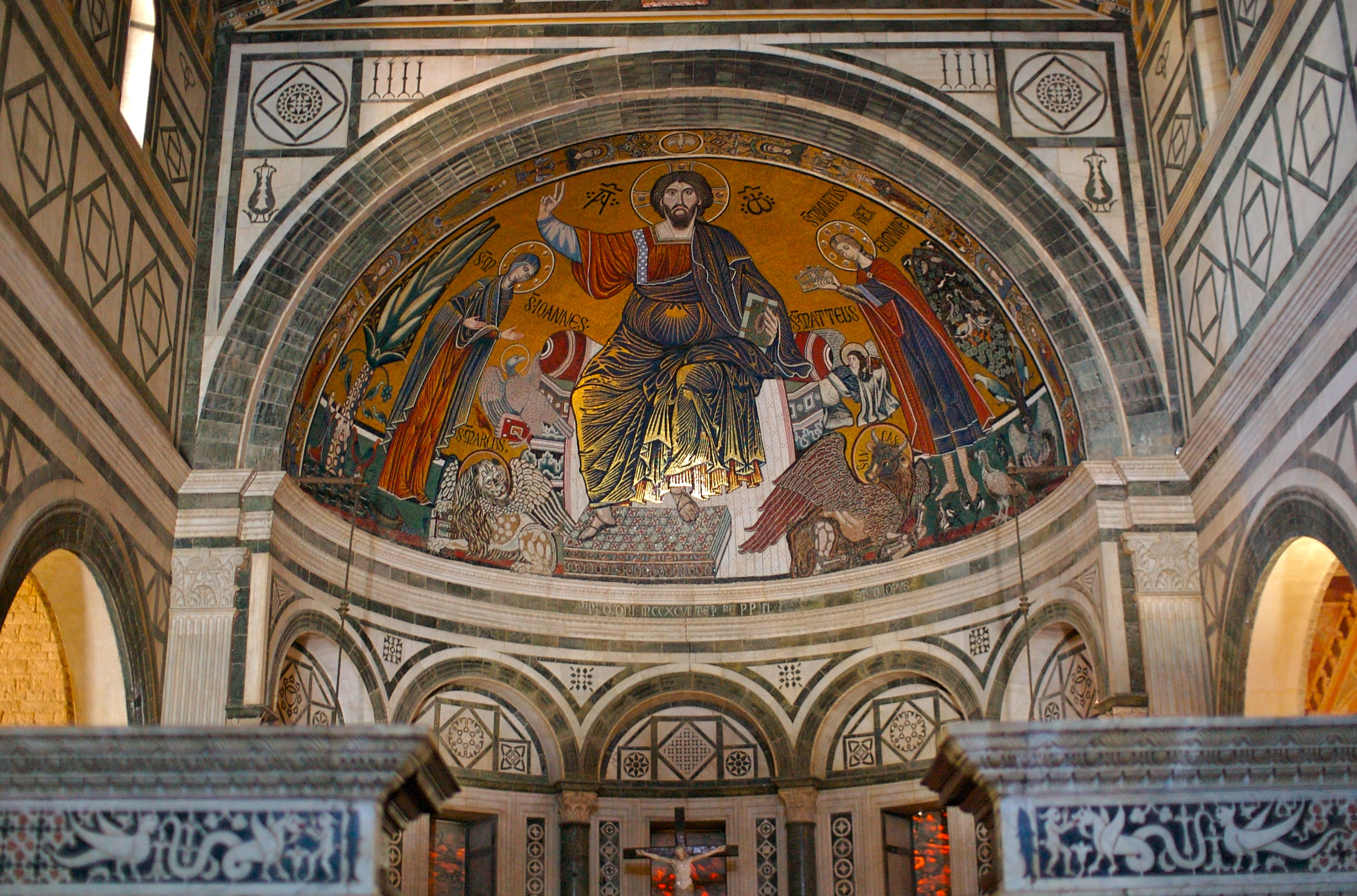
Absis de San Miniato al Monte, de Gaddo Gaddi.

## Escultura

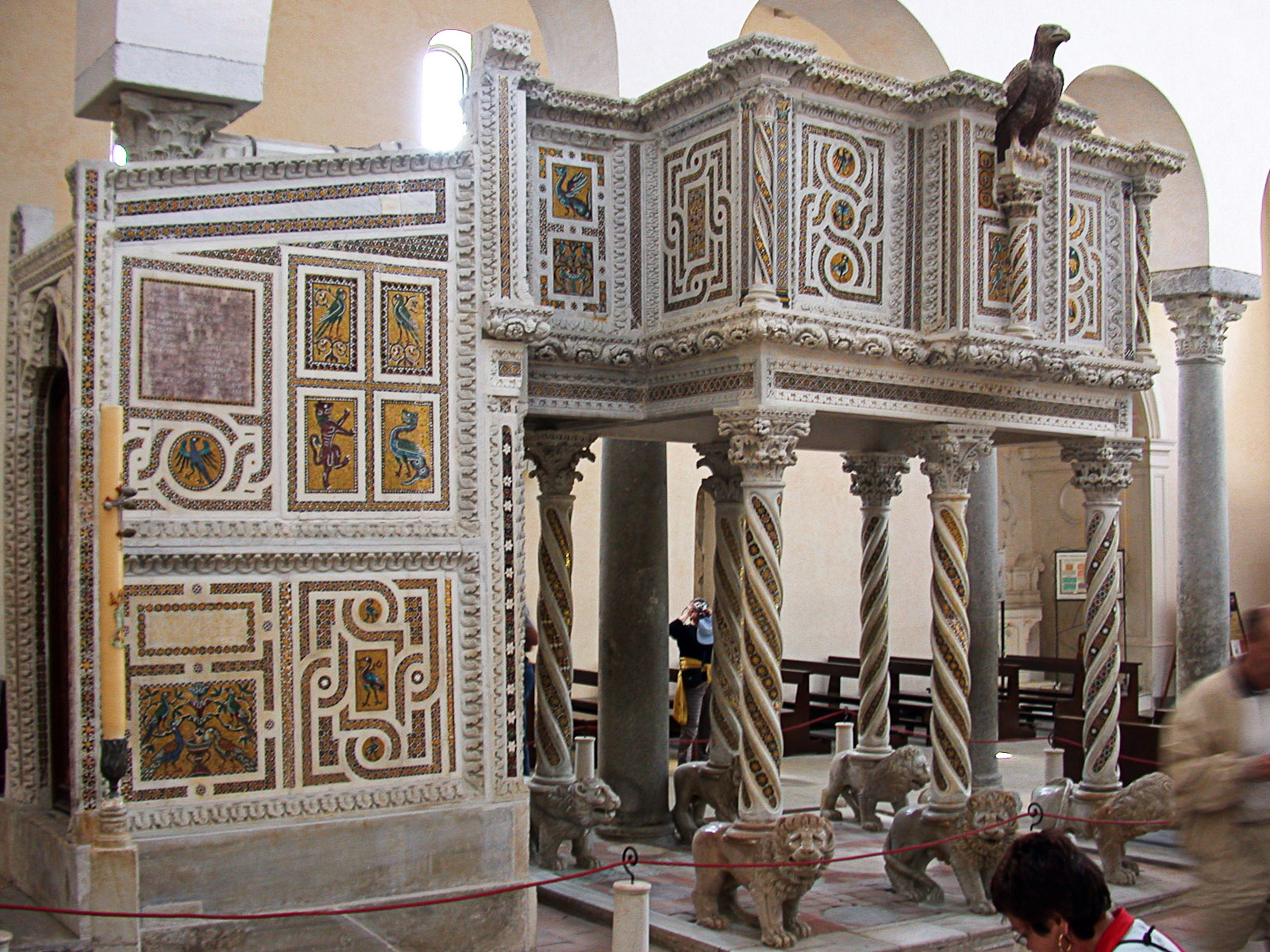
Púlpit de la Catedral de Ravello, de Bartolomeo da Foggia.

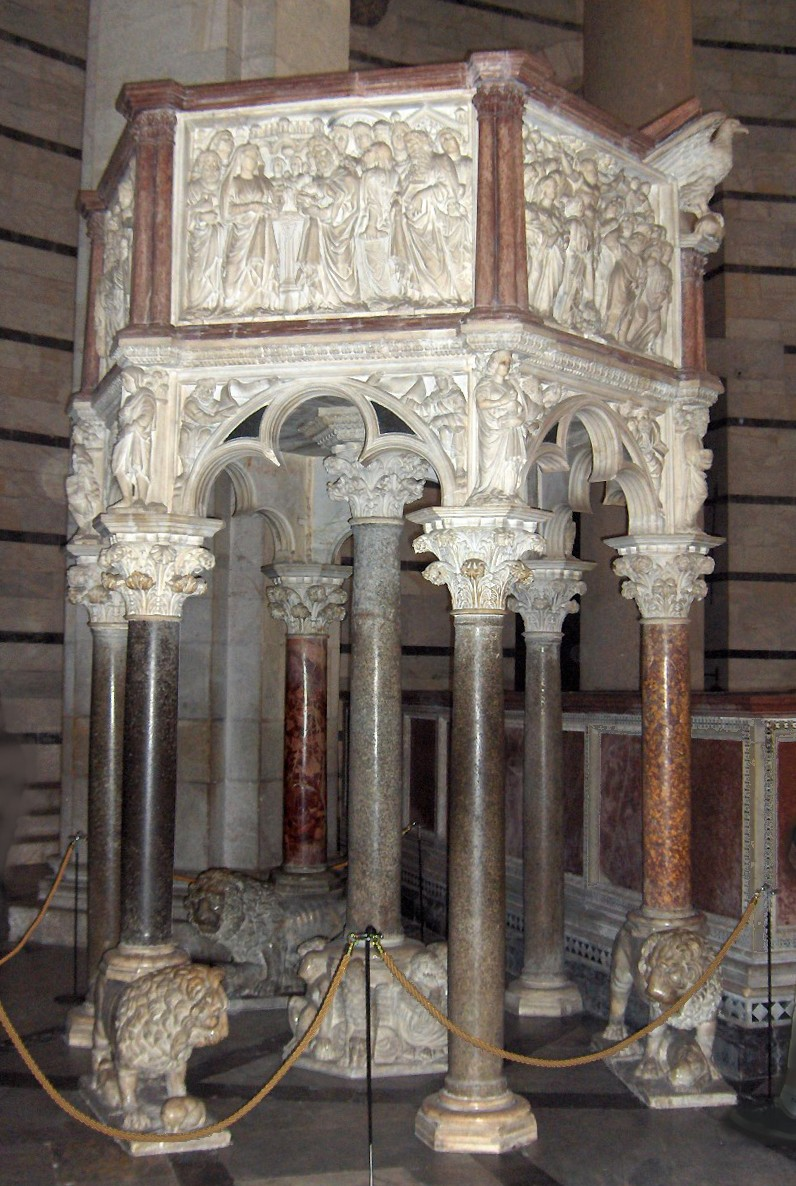
Púlpit del Baptisteri de Pisa, de Nicola Pisano.

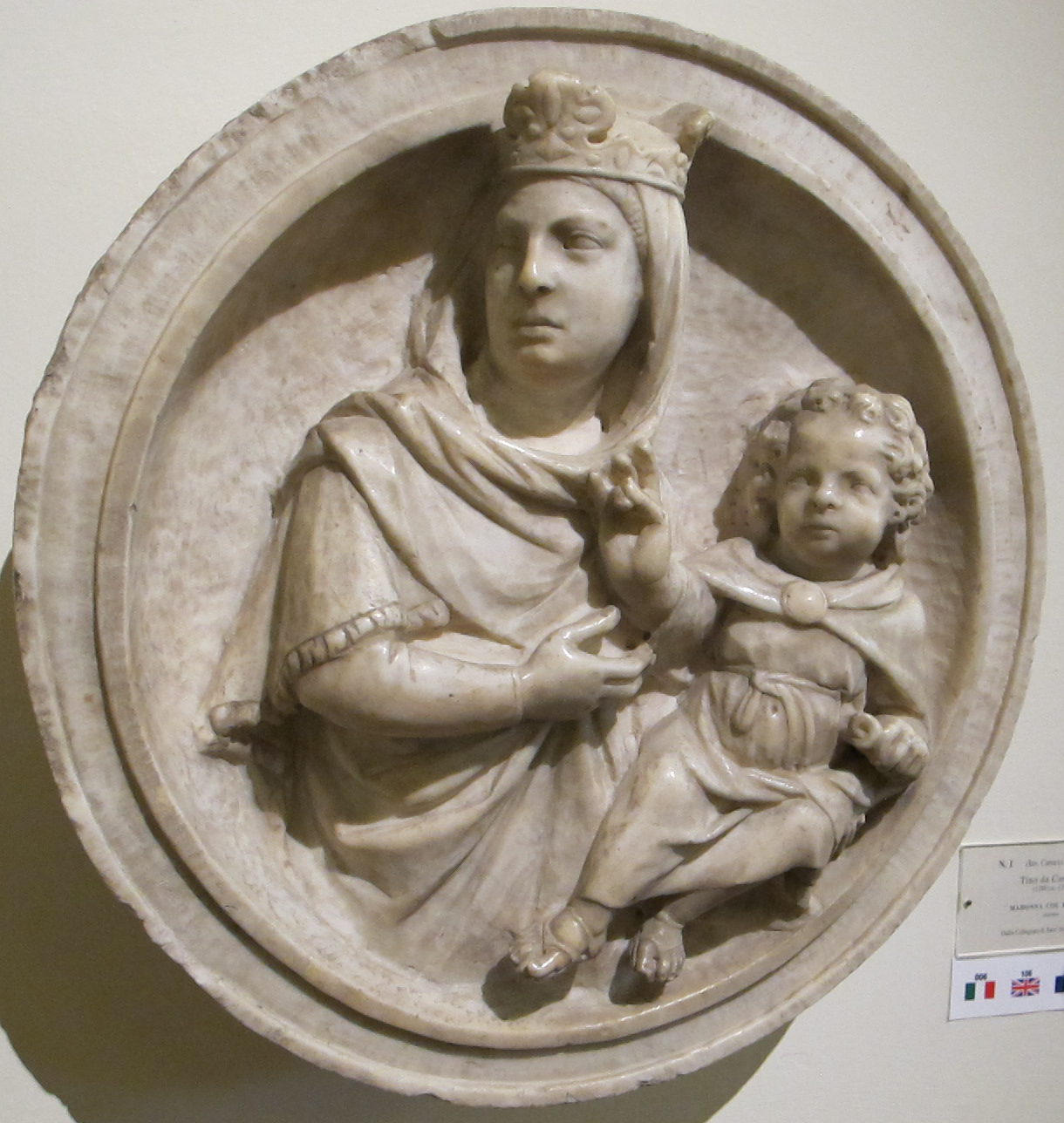
Madonna col Bambino, de Tino de Camaino.

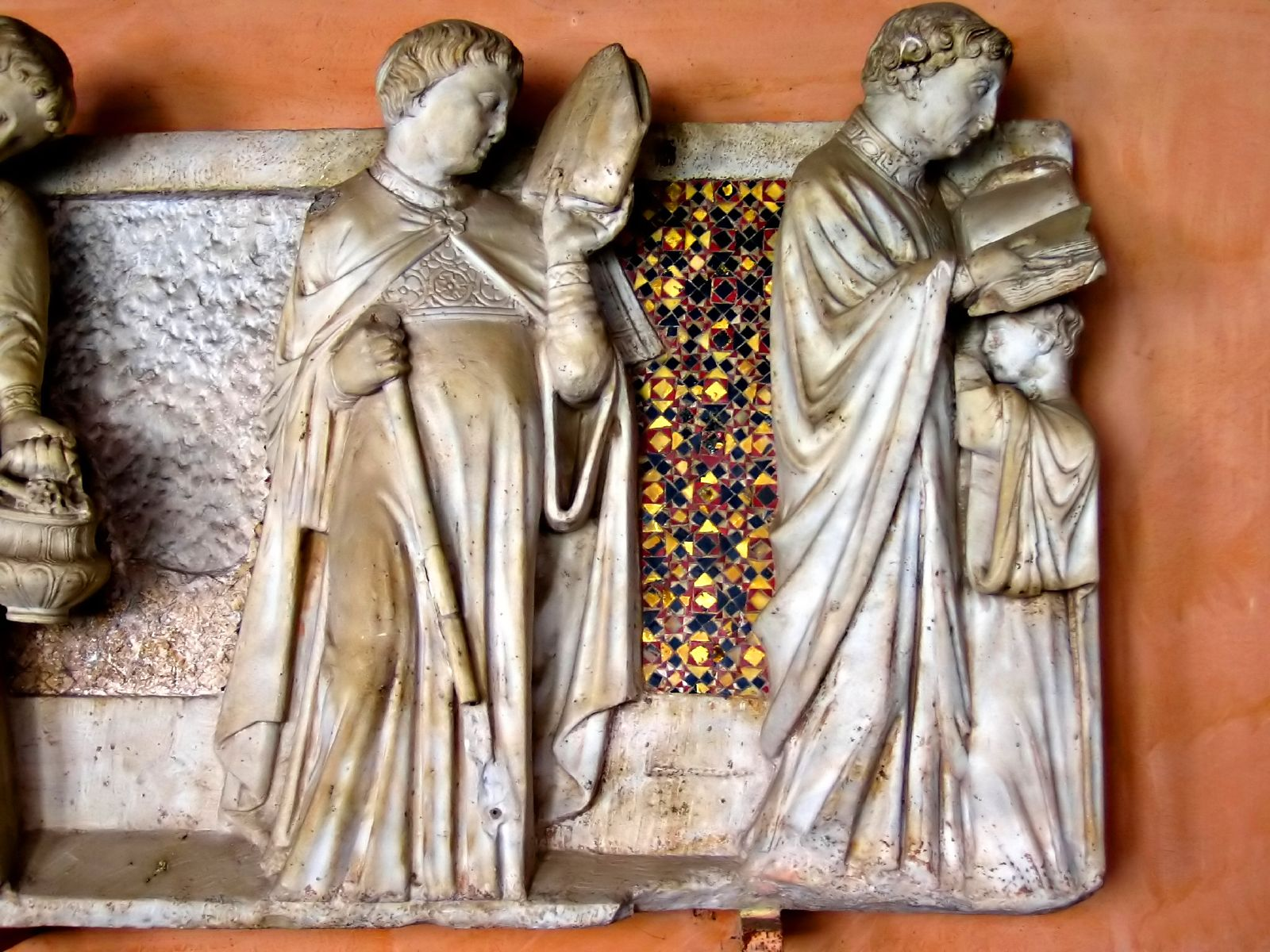
Detall del sepulcre de Riccardo degli Annibaldi, de Arnolfo di Cambio.

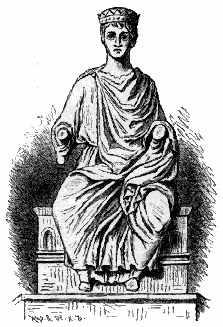
Gravat del que representa l'estàtua de Frederic II a la Porta di Capua, actualment destruïda.

Porta della mandorla.

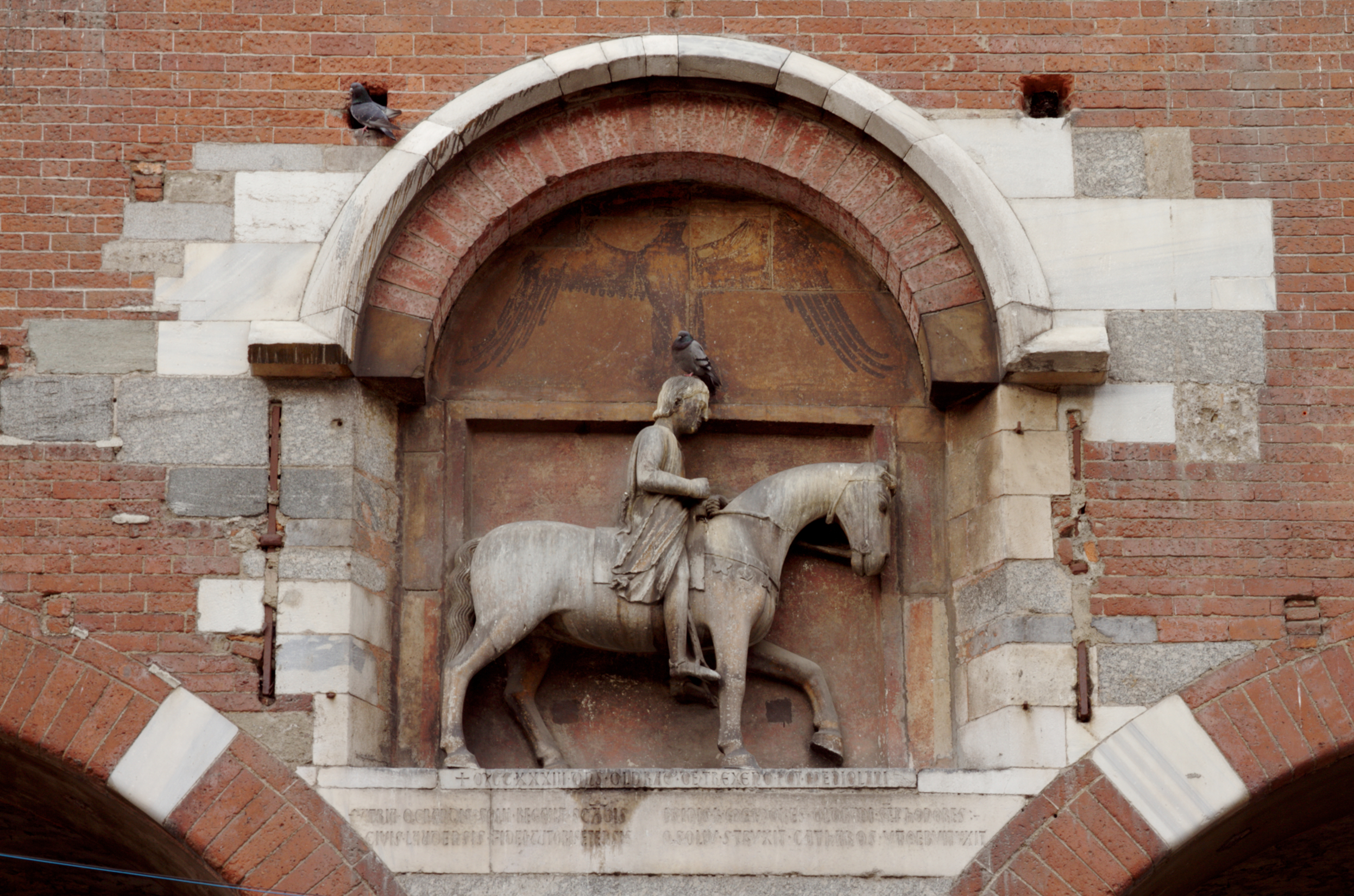
Monument eqüestre d'Oldrado da Tresseno, 1233, escola d'Antelami.

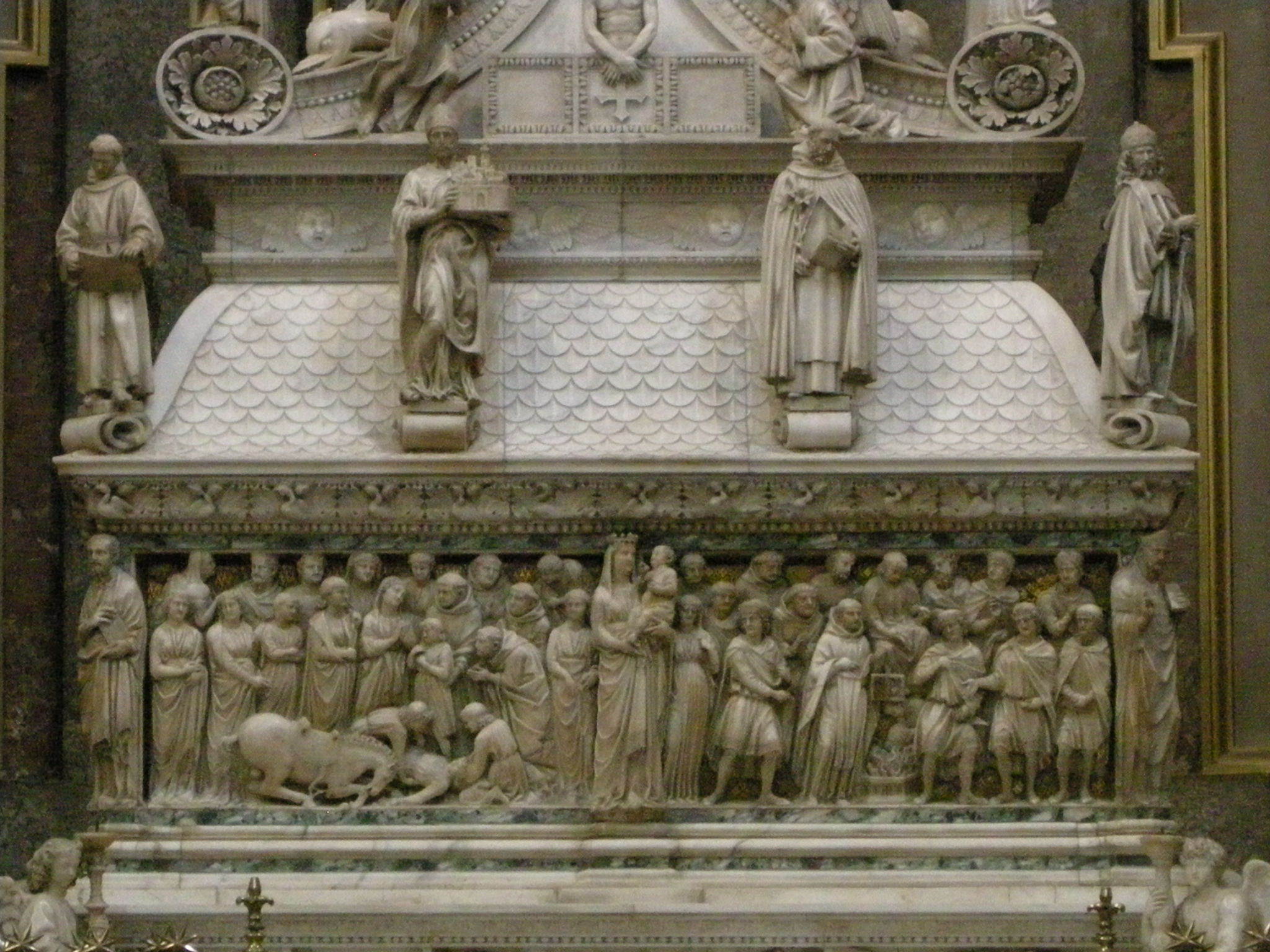
Arca de sant Domènec de la basílica de Sant Domènec. Detall de la part inferior, amb els panells de Nicola Pisano (1264-1267). La parte superior es de Niccolò dell'Arca (1469-1473).

A l'escultura gòtica italiana la tradició clàssica es continua amb la recuperació del principi d'axialitat. Va destacar la família dels Pisano, amb Andrea Pisano, Giovanni Pisano i sobretot Nicola Pisano (Púlpit del Baptisteri de Pisa -1260-, Púlpit de la Catedral de Siena -1268-, Fontana Maggiore de Perusa -1278-) del que es diu que va ser a l'escultura el que Giotto a la pintura. Altres escultors importants en l'època van ser Arnolfo di Canvi (Retrat de Carles I d'Anjou, 1277), Lorenzo Maitani (façana de la Catedral d'Orvieto) o Tino di Camaino. Van sorgir escoles escultòriques a Emília, Puglia i sobretot a la Toscana.

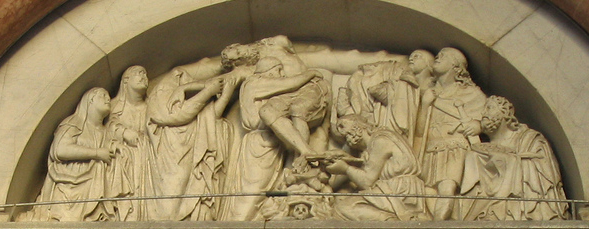
Deposizione de Nicola Pisano a la Duomo di Lucca, ca. 1260.

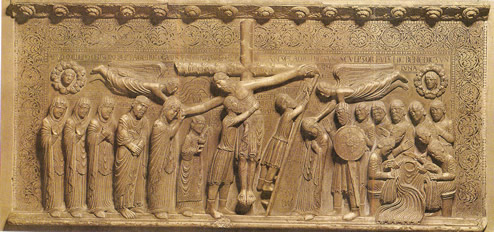
Deposizione de Benedetto Antelami al Duomo di Parma, 1178.

Benedetto Antelami es considera la figura de transició entre l'escultura romànica italiana i la gòtica, més per la datació que no pas per l'estil. Probablement es va relacionar amb obres provençals. Va treballar a la Catedral de Parma almenys des de 1178. Va decorar la façana de la Catedral de Fidenza amb diversos relleus, entre els quals destaquen els bonys rondons dels dos Profetes en els nínxols del portal central; que es consideren fites que connecten l'escultura tardoantiga amb la de Donatello (ja en el Quattrocento renaixentista). La seva obra mestra és el Baptisteri de Parma (1196), que va influir decisivament en el de Pisa.
El seu seguidor més important va ser el Mestre dei Mesi, que va esculpir un cicle de Mesi ("meses") per a la Catedral de Ferrara, amb gran realisme a les figures.

### Programa artístic de Federic II
A la cort de l'emperador Federic II Hohenstaufen es va desenvolupar un ambiciós programa artístic, que connectava amb el Gòtic alemany (Sant Jordi a cavall de la Catedral de Bamberg, 1237), va portar als cistercencs a la Itàlia meridional (abadia de Murgo, 1224) i va procurar la recuperació de models clàssics grecoromans o més aviat de la tradició de l'art romà provincial (encunyació de moneda àuria amb la seva efigie, Porta de Càpua, 1240 -on es va fer el primer retrat de l'art postclàssic-, etc.)
A més d'aquest corrent "classicista", es va desenvolupar un corrent "naturalista". El mateix emperador Frederic va escriure a De arte venandi cum avibus com havien de representar-se "les coses que existeixen així com són" (ea quae sunt sicut sunt), un suggeriment que pot exemplificar-se en l'original capitell, conservat al Metropolitan, atribuït a Bartolomeo da Foggia (ca. 1229).

### Transició cap a l'escultura delQuattrocento
A Florència, l'època del Gòtic internacional va a presenciar un desenvolupament orientat netament al classicisme a la seva escola local. Després de la crisi de la segona meitat del Trecento (la crisi del segle XIV a partir de la Pesta Negra de 1348, de la qual es pretén veure una dimensió artística en l'escultura amb obres esquemàtiques, planes i freturoses d'originalitat), el Quattrocento obre un aparent període d'estabilitat i riquesa, i que es vol veure manifestat en la Porta della Mandorla de la Catedral de Florència, amb una primera intervenció (1391-1397) d'escultors com Giovanni d'Ambrogio, Jacopo di Piero Guidi, Piero di Giovanni Tedesco i Niccolò di Pietro Lamberti, i una segona intervenció (1414-1421) d'una nova generació d'escultors, com Nanni di Banco i Donatello; finalment, es va incorporar un mosaic de Ghirlandaio (1489-1490).
La superació de l'escultura gòtica va quedar evidenciada amb la convocatòria del concurs per la Porta nord del Baptisteri de Florència (1401), en el qual van competir Lorenzo Ghiberti i Filippo Brunelleschi, i que consistia en la realització d'un Sacrifici d'Isaac en un quadrilobo de bronze com el que havia dissenyat Andrea Pisano a la porta més antiga.

## Arquitectura

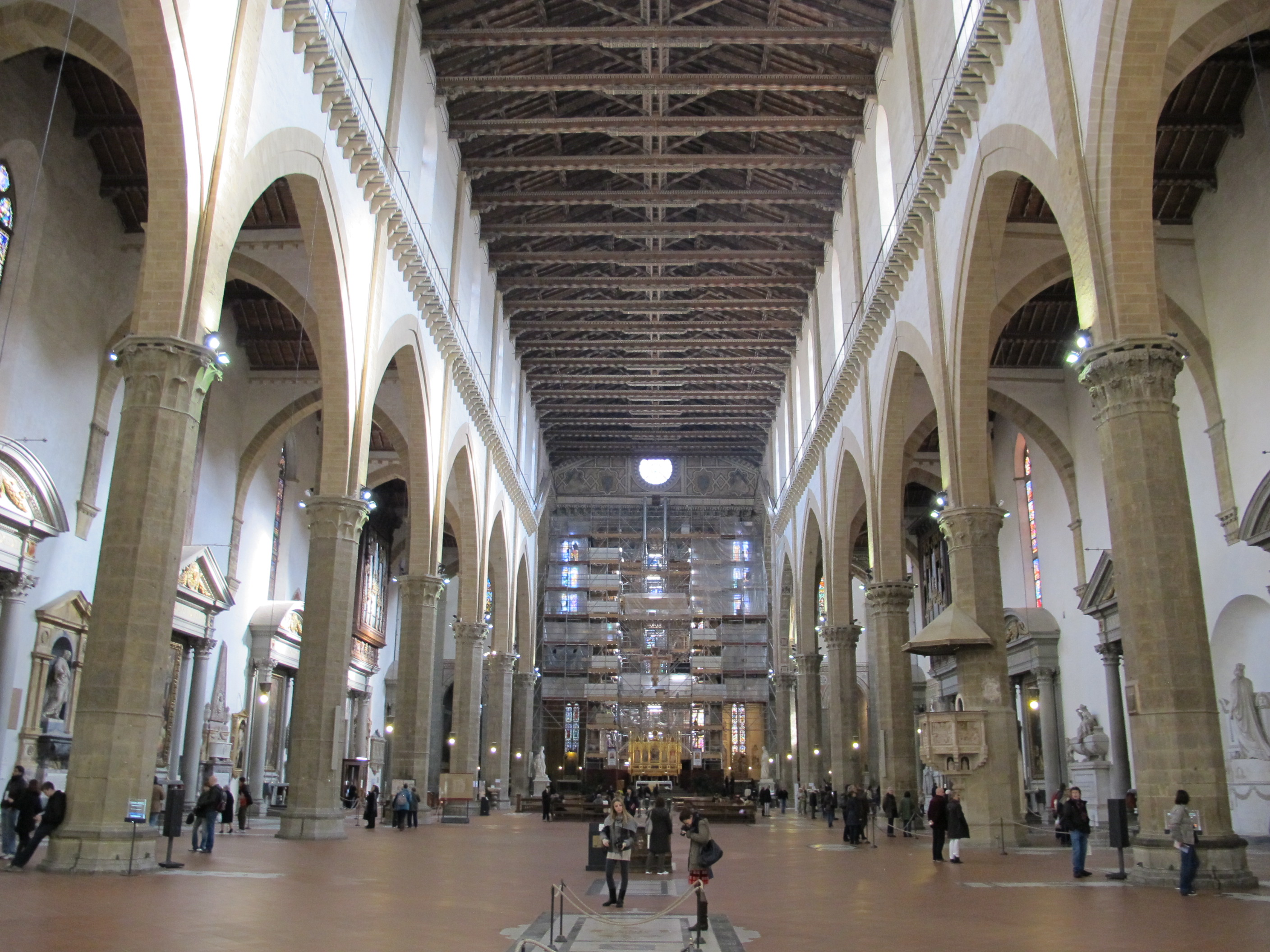
Interior de la Basílica de la Sant Croze (Florència), una de les majors esglésies franciscanes.

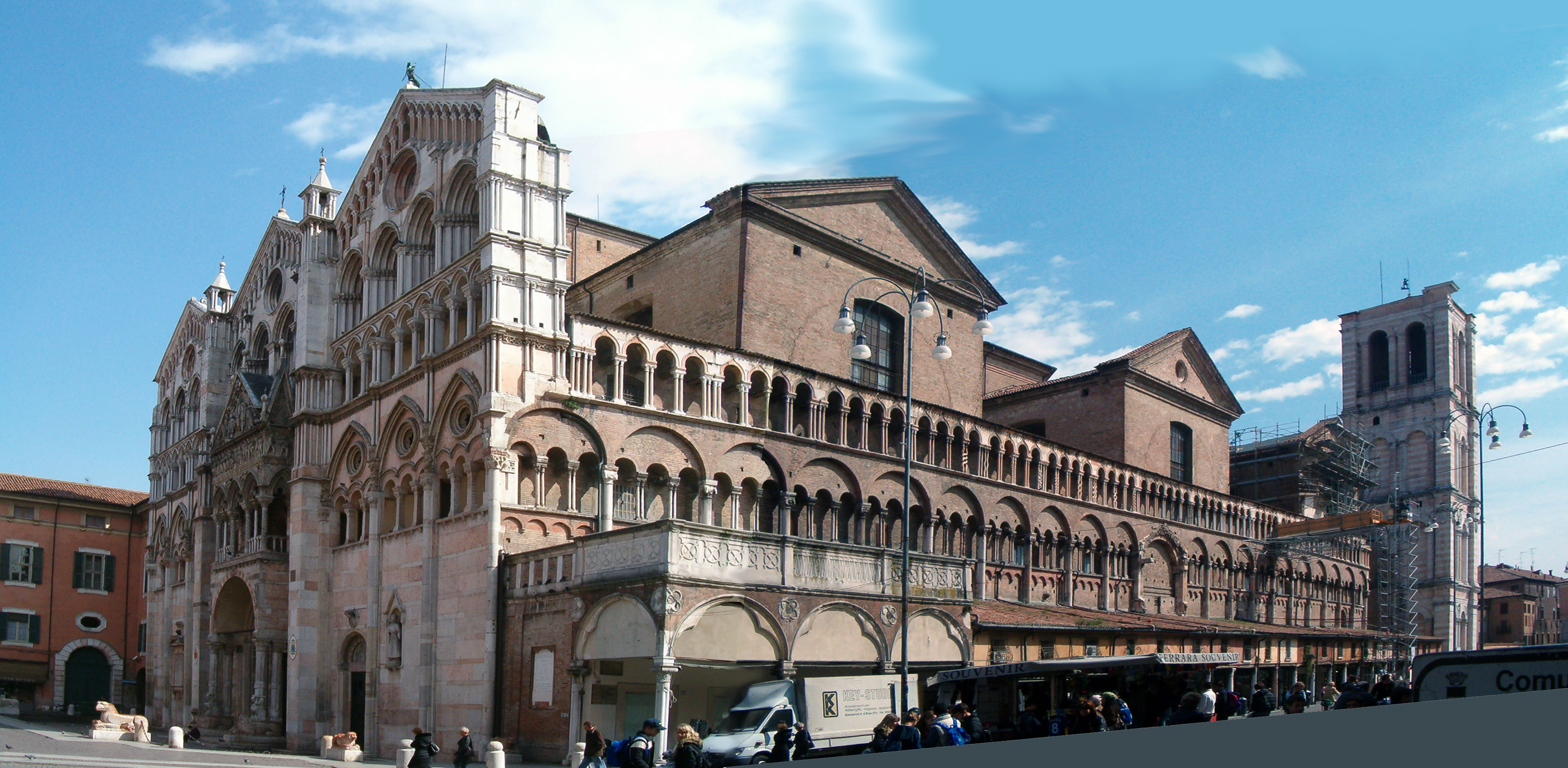
Catedral de Ferrara, amb la loggia dei mercanti.

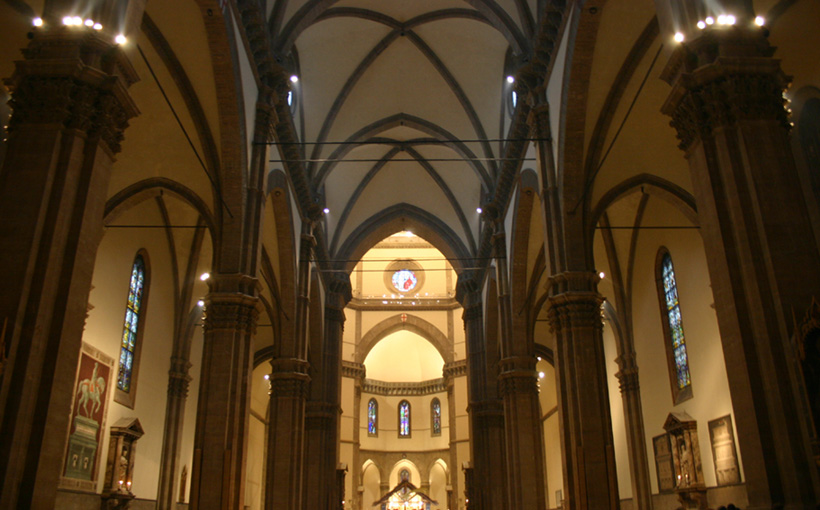
Interior de Santa Maria del Fiore (Florència).

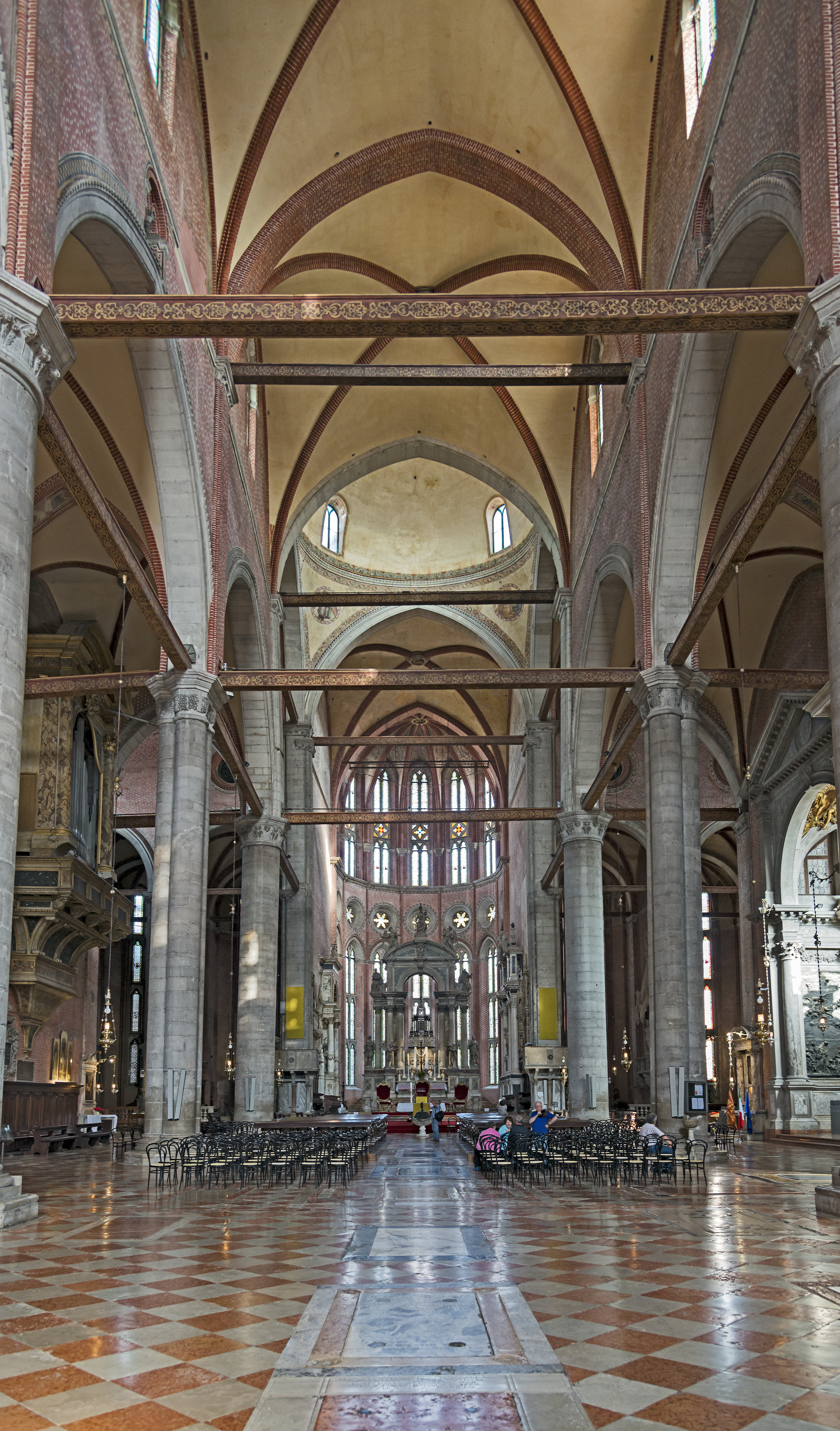
Basílica de Sant Joan i Sant Pau (Venècia).

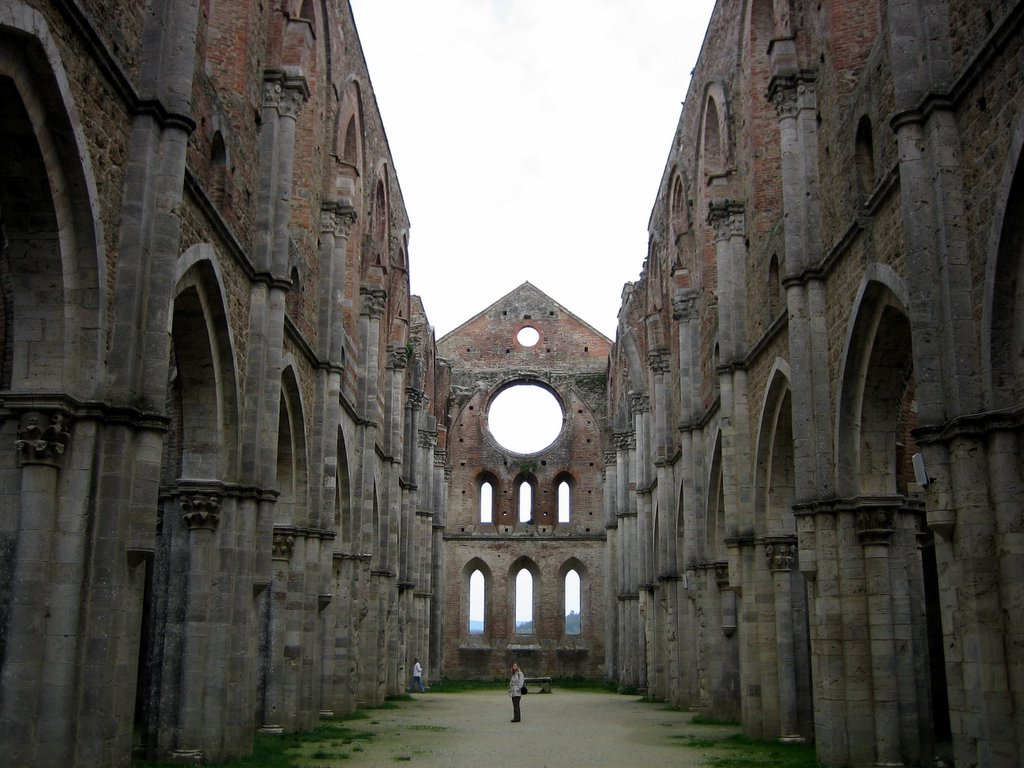
Interior de l'Abadia de Sant Galgant (província de Siena).

L'arquitectura gòtica italiana manté característiques que la diferencien de les generals de l'estil, tal com es va definir en els seus orígens (Gòtic francès a partir de l'abadia de Saint-Denis) o en altres zones (Gòtic espanyol, Gòtic alemany, Gòtic anglès). A Itàlia no es van aprofitar les possibilitats estructurals de les innovacions tècniques que van produir les espectaculars catedrals franceses, preferint mantenir-se en la tradició constructiva consolidada als segles precedents, que estèticament i formalment no demanden tanta verticalitat. Alguns elements ja s'havien utilitzat d'ençà el segle xii, com els rosasses i les voltes (nord d'Itàlia) i els arcs apuntats (àrab-normand del sud d'Itàlia). La tradició romànica italiana, influïda pels models romans d'Orient, paleo-cristià i fins i tot grecoromà, es resistia a la massiva substitució de murs per obertures. Tal cosa es devia, probablement, a qüestions purament pràctiques: el clima italià produiria sobre una estructura coberta de vitralls tal efecte hivernacle (sobretot a l'estiu) que seria impossible mantenir-se a l'interior de les esglésies. Mantenir els murs massius proporciona no només una temperatura més adequada, sinó també una perfecta superfície per a la decoració al fresc. Es va obtenir així un compromís entre els principis estètics i estructurals del Romànic i del Gòtic.
La periodització contempla una fase inicial, que inclou l'arquitectura cistercenca, i que es desenvolupa a la fi del segle xii i començaments del XIII (dates corresponents amb el Gòtic inicial i el Gòtic ple francès); una successiva, que es desenvolupa entre 1228 i 1290 (dates corresponents amb el Gòtic radiant francès); i un Gòtic madur que es desenvolupa entre 1290 i 1385. Des de finals del segle xiv fins al segle xvi, convivint amb la primera arquitectura del Renaixement, es van aixecar les últimes obres de l'estil (Catedral de Milà, Catedral de Nàpols, Basílica de Sant Petroni -Bolonya-).

### Gòtic inicial

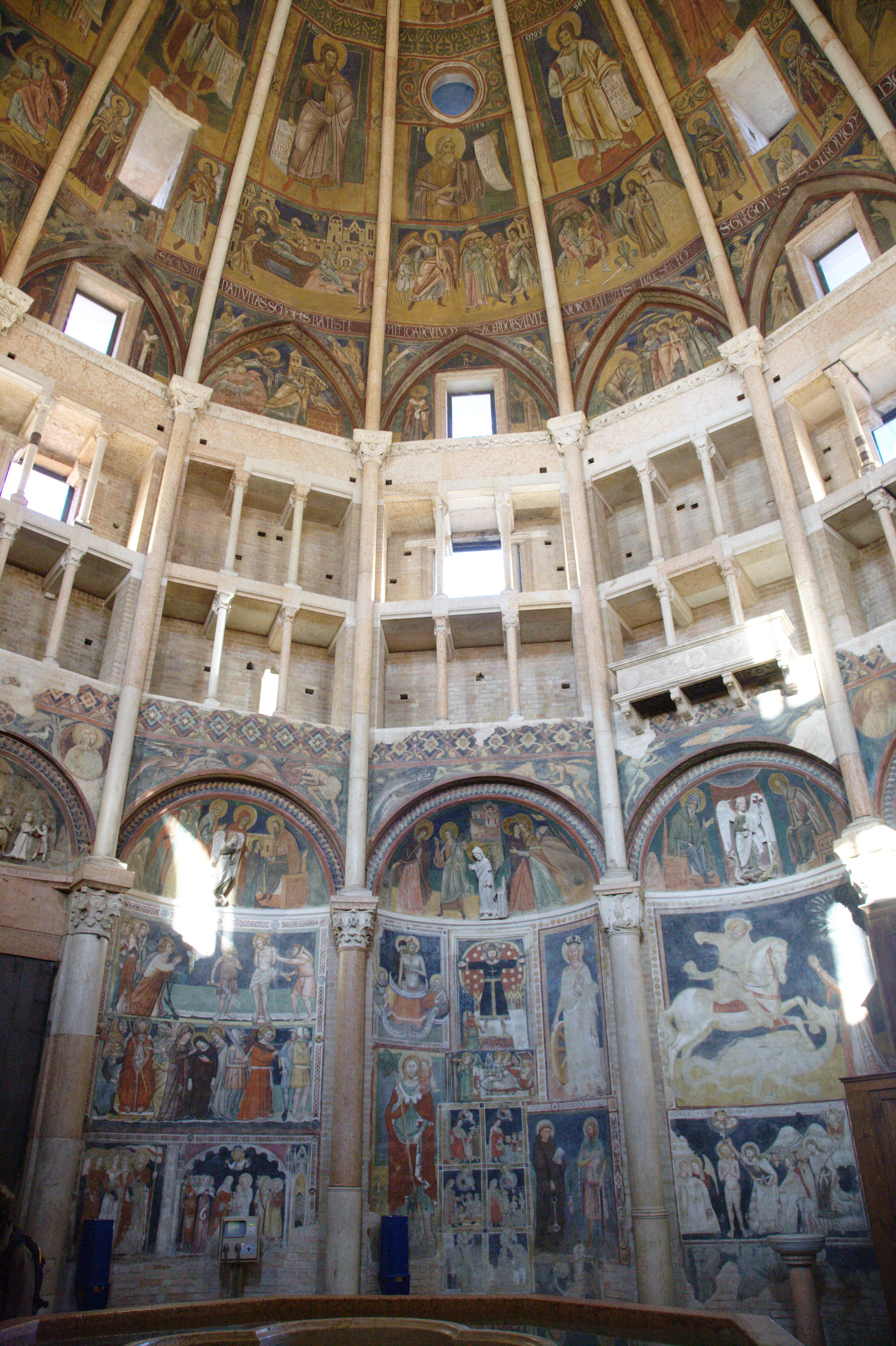
Baptisteri de Parma.

Igual que en altres zones d'Europa, el Gòtic arriba a Itàlia des de la Borgoña importat per l'Orde del Cister, caracteritzada per l'ascetisme estètic, que acull les principals innovacions de les catedrals de Île-de-France de forma molt moderada, i bandejant qualsevol decoració figurativa. Els vitralls tenen una reduïda extensió i no incorporen el color. No s'introdueixen elements verticals (torres o campanile). S'usa la volta d'aresta d'arcs aguts en trams rectangulars i els pilars a fascio (o polistils, de secció complexa, de vegades polilobulats) que prossegueixen als nervis de la volta. Els capitells presenten decoracions simplificades, preferentment no figuratives. La pecapedreria és ajustada, definint-se espais planimètrics modulars amb gran netedat i abstracció. L'adaptació d'aquest vocabulari arquitectònic a la tradició local italiana va ser la base per als desenvolupaments successius.

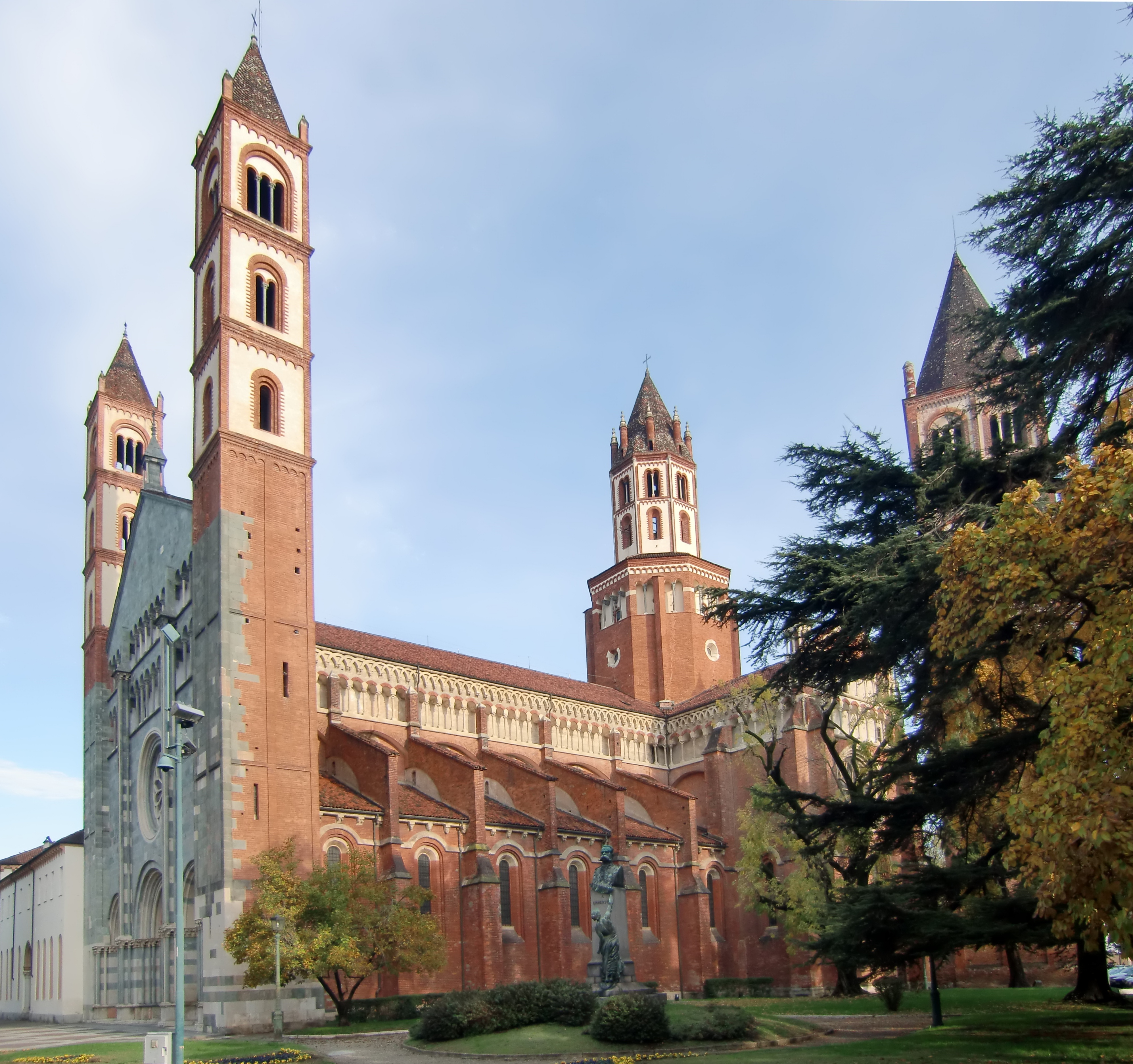
Basílica de Sant'Andrea (Vercelli).

El primer exemple de monestirs gòtics italians són els de l'abadia de Fossanova, al Laci (1187-1206), l'abadia de Casamari (finalitzada en 1217), o l'abadia de Sant Galgano, al costat de Siena (1227, pagada per Federico II Hohenstaufen). En aquesta última, més tardana, es nota una evolució del model amb un aprimament dels pilars i un nombre més gran d'obertures que garanteixen més il·luminació.
La senzillesa cistercenca va ser seguida, de mitjan segle xii a mitjan XIII, pel Gòtic mendicant dels convents urbans de franciscans, dominics i agustinians, que van emfatitzar la "decorosa pobresa". La prioritat era garantir la funció de predicació a grans masses, la qual cosa es va aconseguir amb esglésies de planta basilical i àmplies naus, amb l'estructura de les bigues a la vista.
Un exemple precoç de "gramàtica gòtica" si bé encara amb "sintaxi tardoromànica" és la Basílica de Sant'Andrea de Vercelli (1219-1227), pagada pel cardenal Guala Bicchieri, legat pontifici a França (el que li havia posat en contacte amb les noves catedrals). La façana és molt original, amb contraforts de forma tubular i dues torres que la flanquegen, mentre la portada presenta encara arcs de mig punt, i les galeries d'arcs cecs recorden el romànic llombard i renano. A més de la singular presència d'arcs rampants, l'interior és la part més gòtica de l'edifici, amb voltes ogivals de nervadura bicromàtica. S'ha suposat la intervenció de l'escultor i arquitecte Benedetto Antelami, coneixedor del gòtic francès, del que també són altres edificis de l'època, com el grandiós Baptisteri de Parma.

### Segle XIII

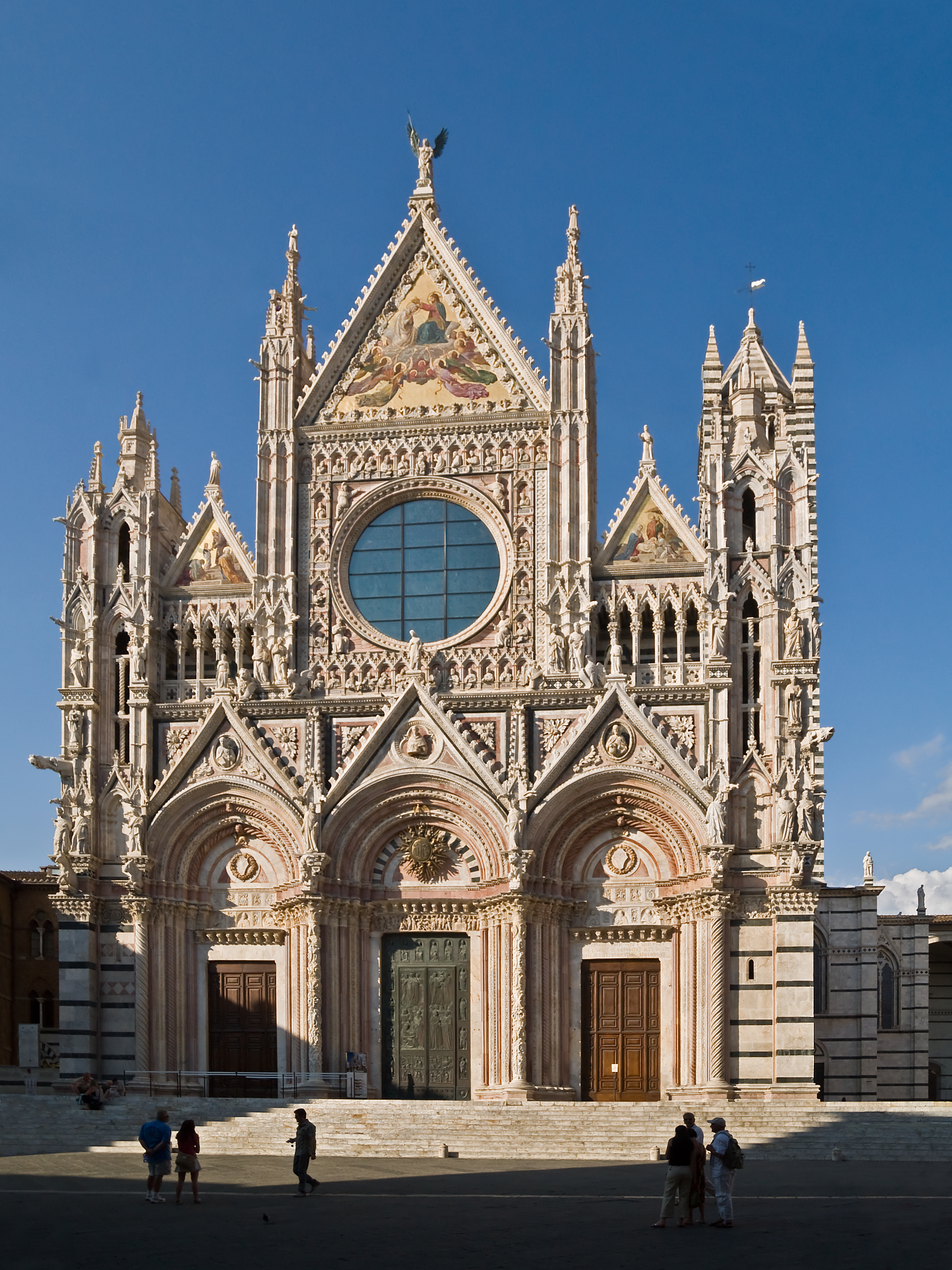
Duomo di Siena.

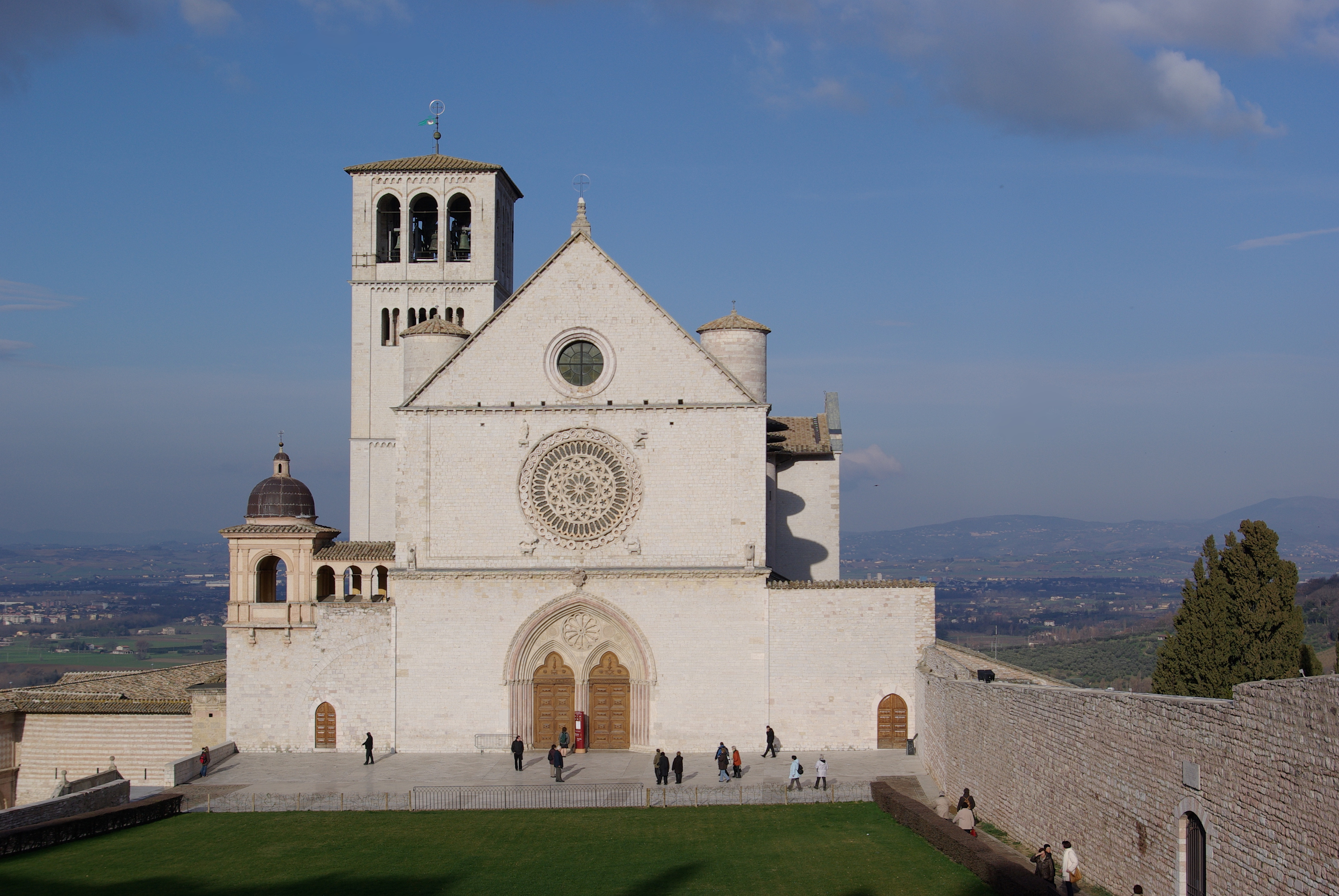
Basílica de San Francisco (Asís).

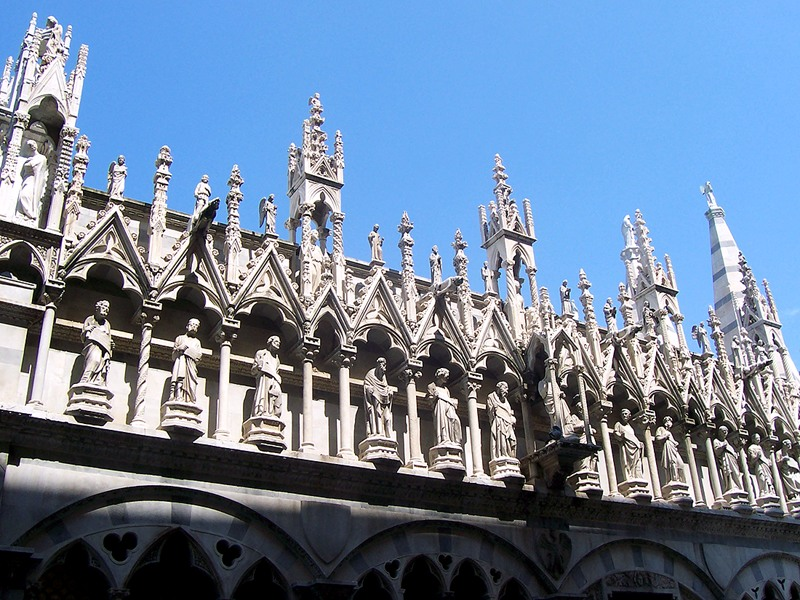
Detall de Santa Maria della Spina (Pisa).

En aquest segle es van construir molts edificis dels ordes mendicants, entre els quals destaquen:
- Basílica de Sant Domènec (Bolonya) (1228 - 1240)
- Basílica de Sant Francesc d'Assís (1228 - 1253)
- Basílica de Sant Antoni de Pàdua (1232 - 1310)
- Basílica de Sant Francesc (Bolonya) (1236 - 1263)
- Santa Maria Novella, Florència (1279 - segle xiv)

En aquest segle també va començar la construcció de la Catedral de Siena.
Pisa representa un cas únic a Itàlia, on el Gòtic es fon harmònicament amb el romànic:
- Baptisteri de Pisa
- Església de Santa Maria della Spina

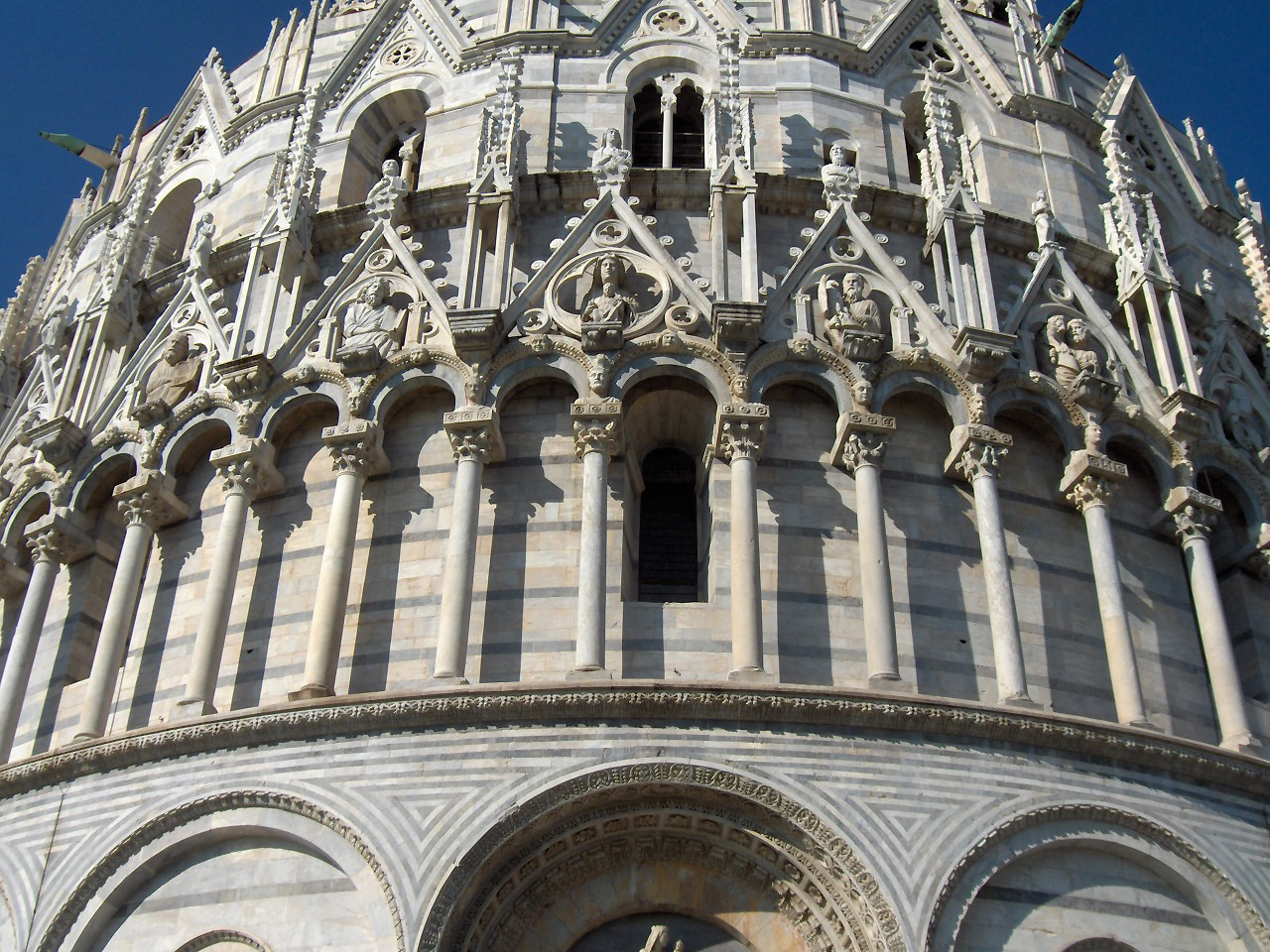
Detall del Baptisteri de Pisa.

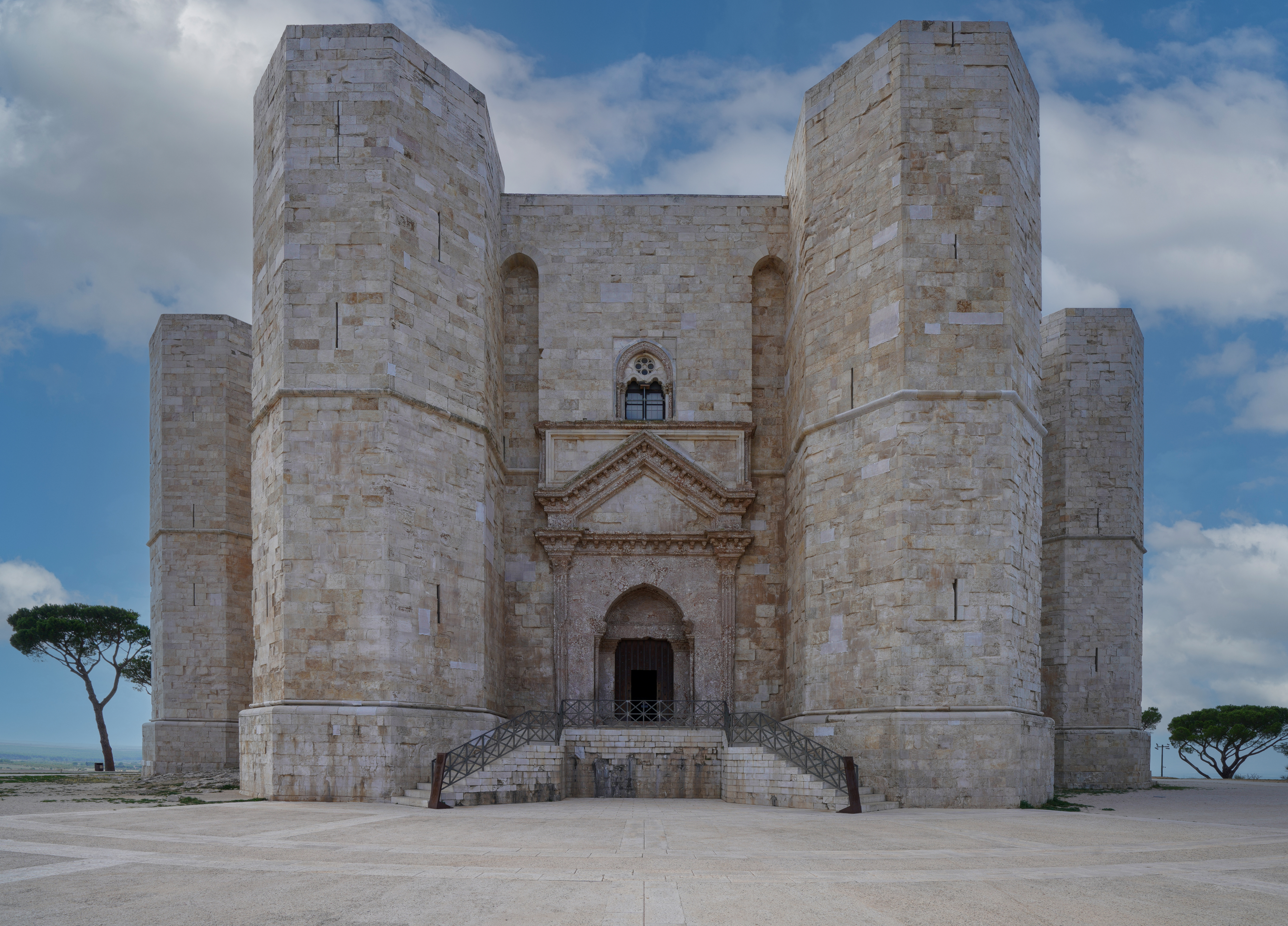
Castel del Monte (Andria, Puglia).

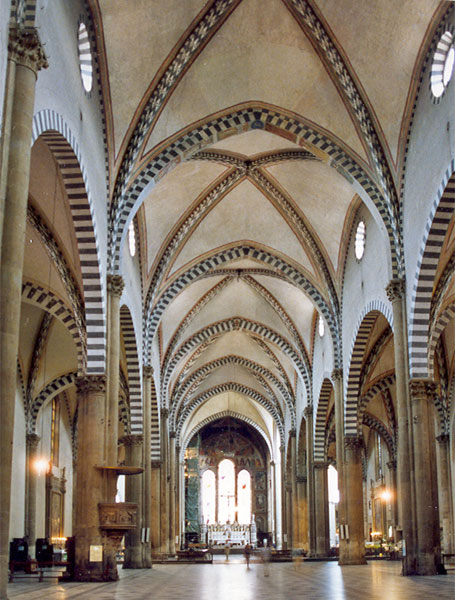
Interior de Santa Maria Novella (Florència).

En moltes ciutats es va viure una autèntica competició per l'altura, com per exemple, en les Torres de Bolonya.
L'arquitectura civil i militar va tenir un desenvolupament important especialment a la Itàlia meridional amb Frederic II del Sacre Imperi Romanogermànic, i en els segles successius amb les dinasties angevina i catalana-aragonesa del Regne de Nàpols:
- Porta triomfal de Càpua (destruïda)
- Castel Maniace (Siracusa)
- Castello Ursino (Catània)
- Castel del Monte (Andria)

També hi va haver en aquesta zona notables exemples d'arquitectura religiosa:
- Església de San Eligio Maggiore (Nàpols)
- Església de San Pietro a Maiella (Nàpols)
- Basílica de Santa Maria di Collemaggio (L'Aquila).

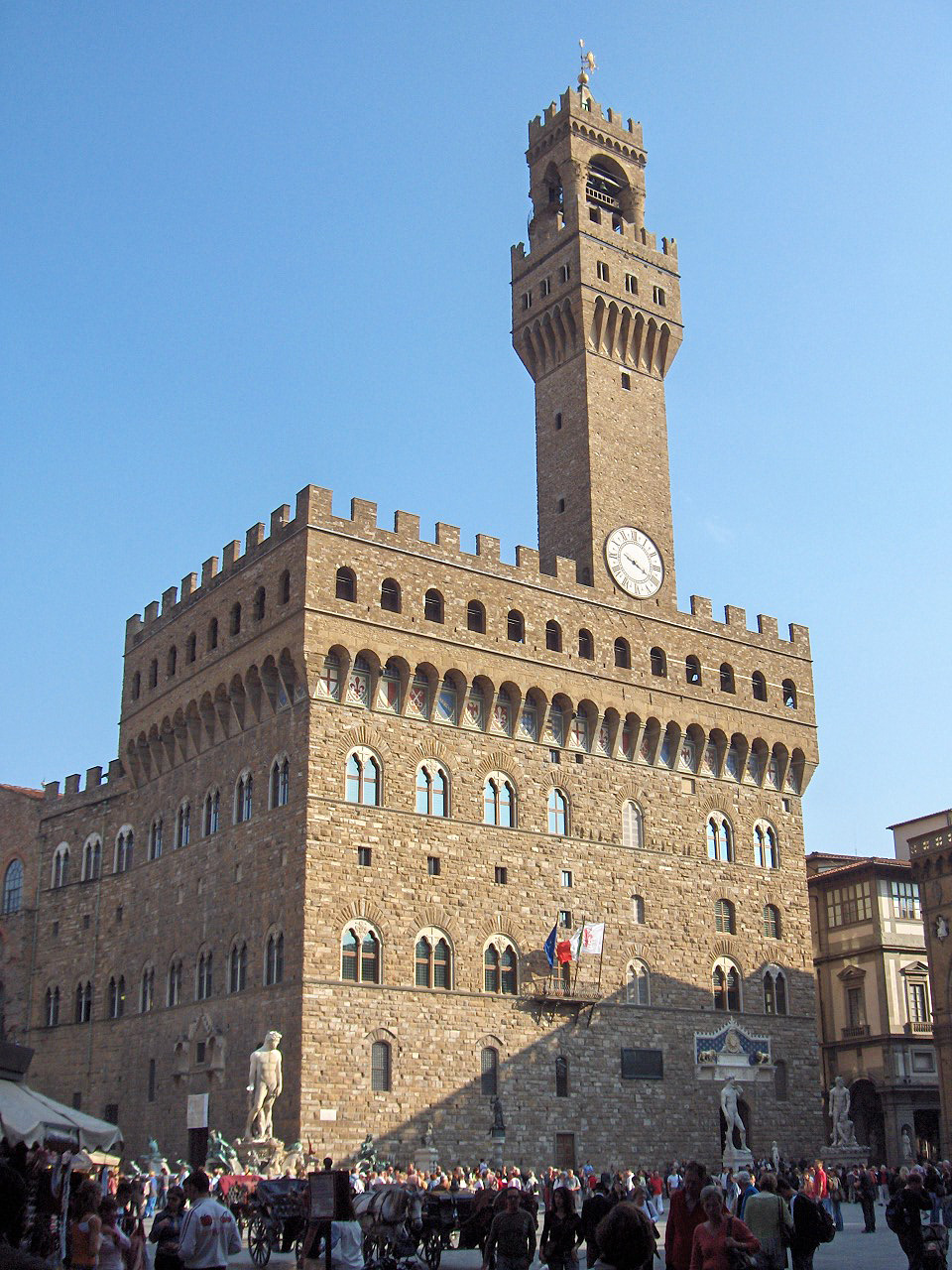
Palazzo Vecchio (Florència).

### Segle XIV

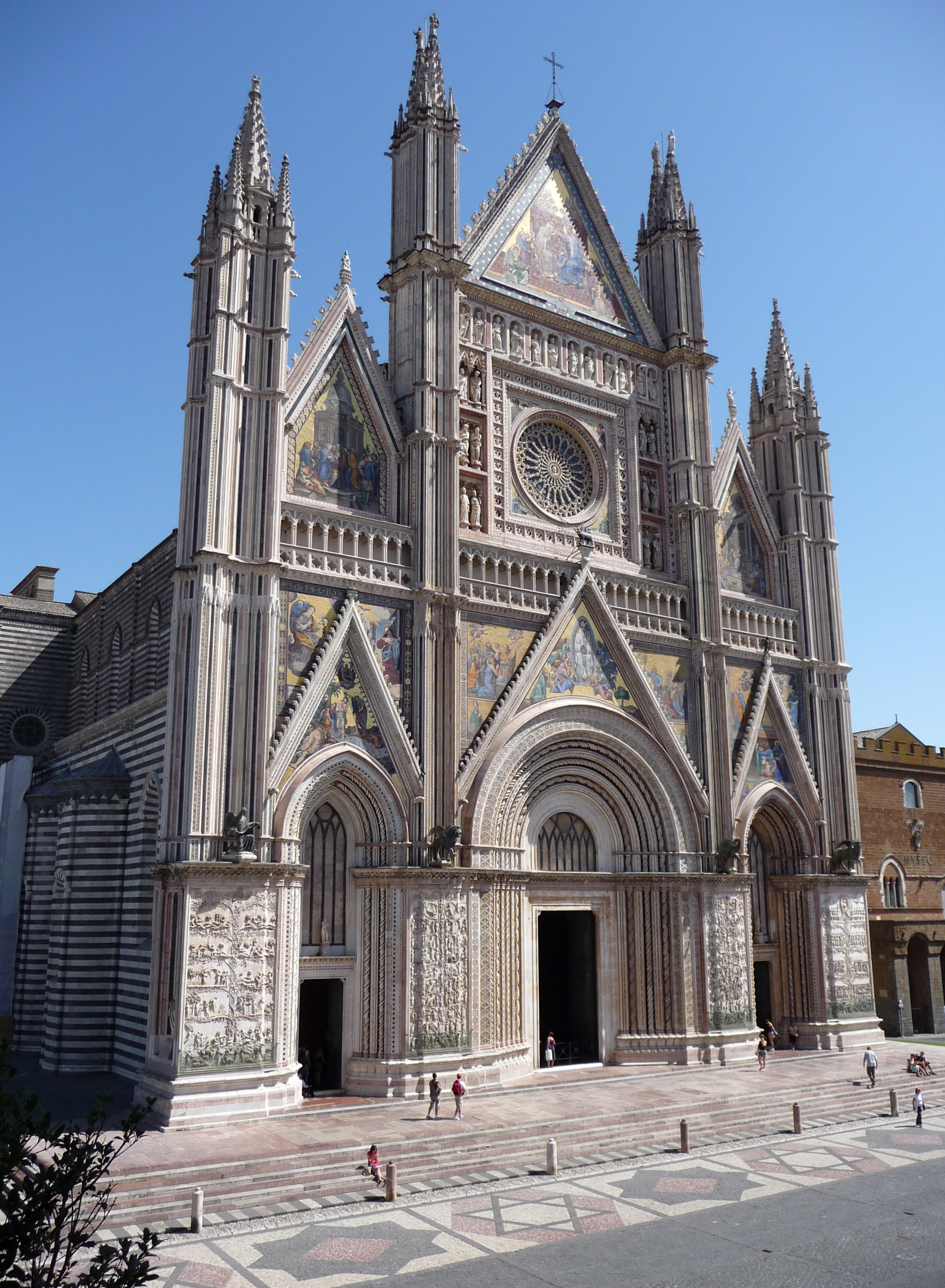
Duomo di Orvieto.

Des de finals del segle xiii van començar importants obres que es culminaran en el XIV, i que són fites urbanes en cadascuna de les ciutats, tant en arquitectura civil com a religiosa.
A Florència va destacar com a arquitecte Arnolfo di Cambio:
- Basílica de la Santa Creu
- Santa Maria del Fiore
- Palazzo Vecchio

En Umbra:
- Catedral d'Orvieto, on també va intervenir Arnolfo di Cambio.

A Venècia:
- Basílica de Sant Joan i Sant Pau (Sant Zanipolo)
- Santa Maria Gloriosa dei Frari, de Jacobo i Pier Paolo Celega.[20]
- Palazzo Ducale (bona part és ja del segle xv, d'arquitectes com Giovanni Bon i Bartolomeo Bon o Bono[21] -amb altres obres com Ca' d'Oro-).[22]

A Nàpols:
- Sant Domenico Maggiore
- Basilica Santa Chiara, en estil gòtic-provençal, de Gagliardo Primari o "Mestre Gallardo" (1310-1328).
- Santa Maria Donnaregina,[23] on van col·laborar Gagliardo Primari i Tino di Camaino.

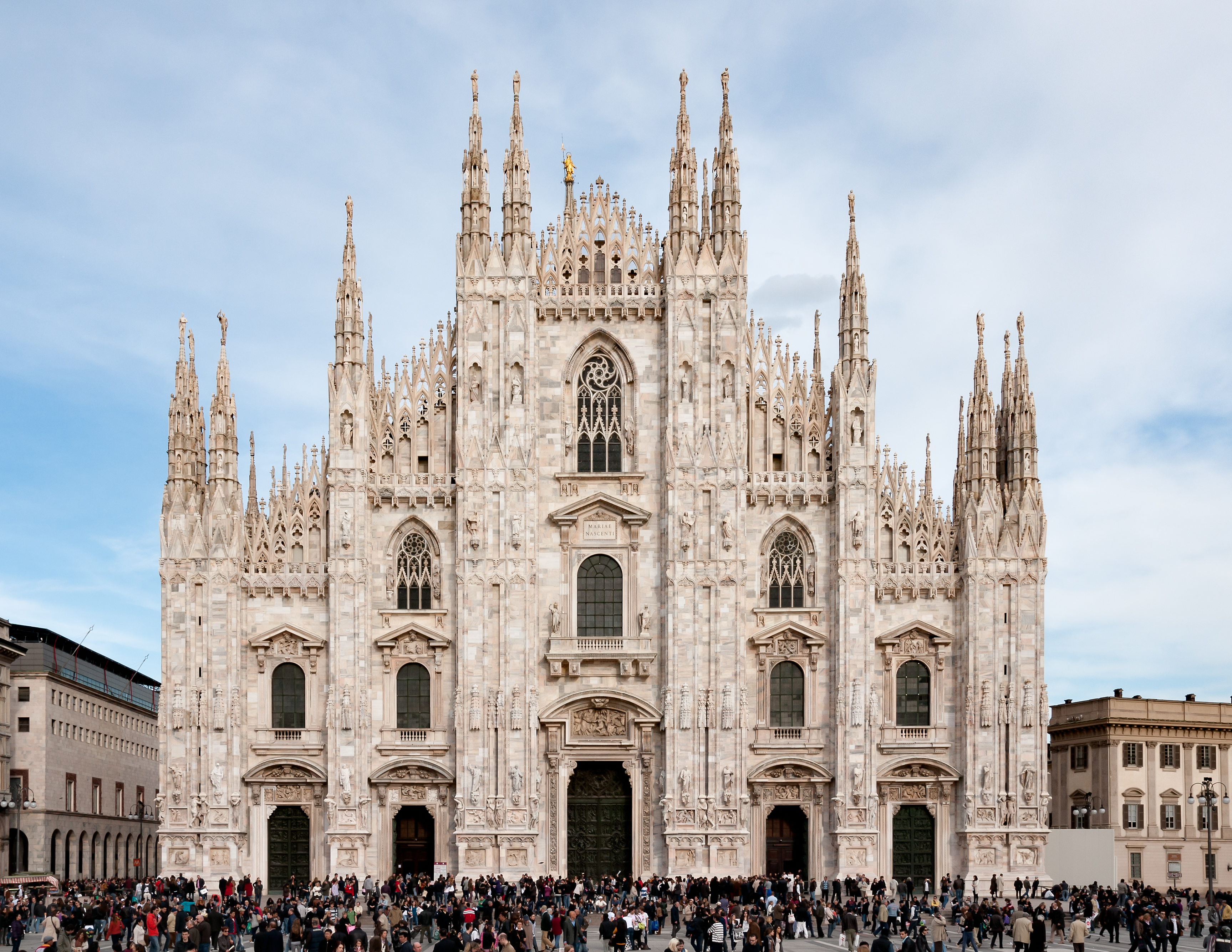
Exterior de la Catedral de Milà.

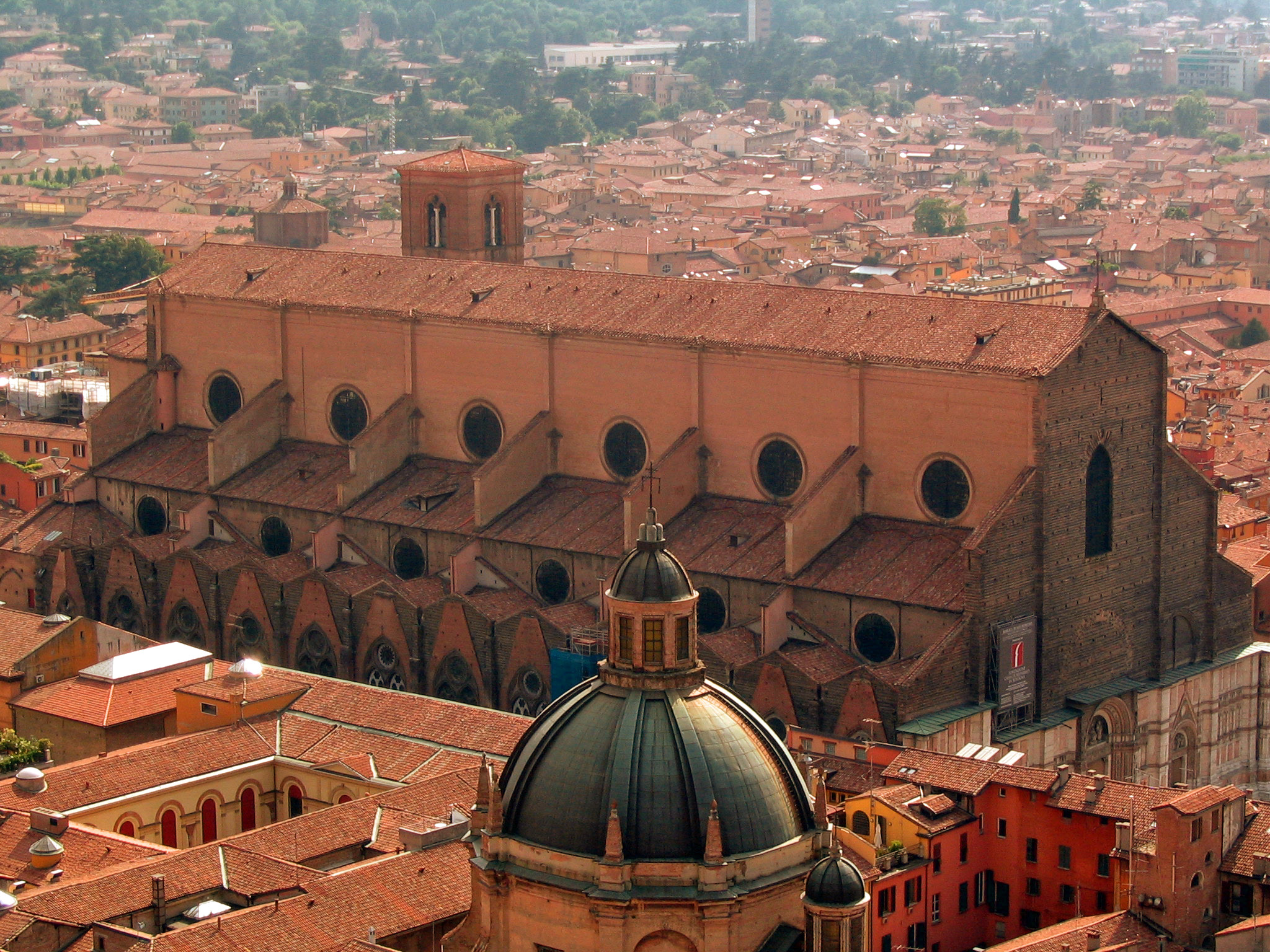
Vista superior de la Basílica de San Petroni (Bolonya).

Al final del segle es van iniciar les dues majors obres del gòtic italià tardà:
- Catedral de Milà. És una excepció en el gòtic italià, per la presència documentada d'arquitectes d'Europa central, que van dissenyar un projecte similar a la Catedral de Colònia, i que van entrar en conflicte amb els arquitectes italians i francesos. No es va acabar fins al segle xix, ja amb criteris neogòtics, integrant eclècticament diverses escoles de pensament arquitectònic en les extraordinàries dimensions de l'edifici.
- Basílica de Sant Petroni (Bolonya). Es va construir per voluntat no de les autoritats eclesiàstiques, sinó de les civils, per representar els assoliments cívics de la ciutat (la universitat de Bolonya, l'allibero Comune, el Liber Paradisus -que proclamava l'abolició de l'esclavitud- i la participació en la Croada).

### Segle XV
Van prosseguir les obres començades als segles precedents.
Un altre concurs històric a Florència (1419), que va tenir els mateixos protagonistes que el d'escultura de 1401, va portar a la realització de la cúpula de Brunelleschi per a la catedral gòtica (Santa Maria del Fiore), en el que es considera l'inici del nou llenguatge arquitectònic del Renaixement.